# Lev Davidovich Trotsky
Lev Davidovich Trotsky hay Leon Trotsky (họ thật là Bronstein; 7 tháng 11 [lịch cũ 26 tháng 10] năm 1879 – 21 tháng 8 năm 1940) là nhà cách mạng, nhà chính trị và lý luận chính trị người Do Thái gốc Nga – Ukraina, một trong những nhân vật then chốt của cuộc Cách mạng Tháng Mười, Nội chiến Nga và sự thành lập của Liên Xô tiếp sau. Về ý thức hệ, ông là người tin tưởng vào các diễn giải của Lenin đối với chủ nghĩa Marx; dựa trên cơ sở này, các bài viết và ý tưởng của ông đã phát sinh thành một trường phái tư tưởng riêng gọi là chủ nghĩa Trotsky.

## Đầu đời

### Gia đình
Lev Davidovich Bronstein chào đời ngày 7 tháng 11 [lịch cũ 26 tháng 10] năm 1879, tại nông trang Yanovka ở tỉnh Kherson, Đế quốc Nga (nay là Bereslavka, Ukraina). Cha ông, David Leontyevich Bronstein, chuyển tới đây sinh sống vào năm 1879, sau khi mua mảnh đất từ một viên đại tá. Vào những năm 1850 đời Sa hoàng Nikolai I, cha của David là ông Leon Bronstein, vốn xuất thân thấp hèn trong cộng đồng Do Thái ở Nga lúc bấy giờ, rời Poltava để tìm kế mưu sinh nơi thôn quê Kherson. Những người con của Leon khi lớn lên đều sống chung với cha, chỉ riêng David có đủ tiền tách ra lập nghiệp. David là một nông dân chịu khó, song ông không biết chữ và không mộ đạo Do Thái của tổ tiên; trái ngược với người vợ Anna, vốn sinh ra trong một gia đình Do Thái thành thị khá giả, thích đọc sách và để tâm lễ đạo. Tuy phần lớn dân Do Thái ở Nga coi tiếng Yiddish là tiếng mẹ đẻ, gia đình Bronstein lại thường giao tiếp bằng khẩu ngữ trộn giữa tiếng Ukraina và tiếng Nga.
Vợ chồng Bronstein có với nhau tổng cộng 8 đứa con, song chỉ 4 đứa sống qua tuổi sơ sinh. Trong số những người con trưởng thành, Trotsky lớn thứ ba, có hai anh chị hơn tuổi là Alexander (sinh năm 1870) và Yelizaveta (sinh năm 1875), và một cô em gái út là Olga (sinh năm 1883). Mẹ Anna cực kỳ chú tâm đến việc giáo dục con cái, mỗi khi rảnh lại lấy sách đọc cho con nghe. Trotsky kể rằng, vào những đêm đông hồi bé, khi tuyết phủ che khuất cửa sổ, "bà đọc kiên nhẫn, không mệt mỏi [...] bọn tôi có thể nghe thấy giọng bà êm đềm khi đi vào hiên nhà." Theo Service, cha mẹ Trotsky đều rất kỳ vọng vào con cái.

### Tuổi thơ và thiếu thời: 1879–1895

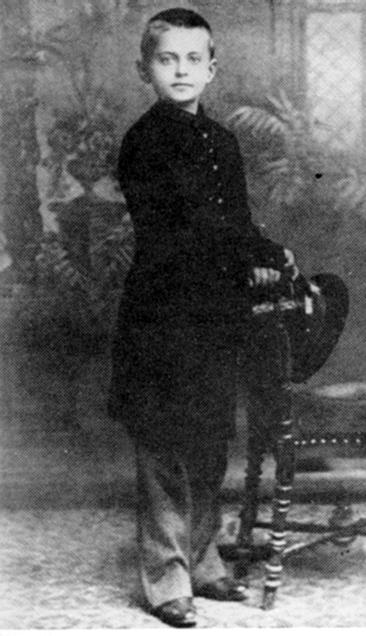
Trotsky năm 1888.

Vào những năm đầu đặt chân đến Yanovka, gia đình Bronstein sống đơn sơ trong túp lều tranh đắp đất được chủ nhân trước truyền lại; về sau khi làm ăn khấm khá, họ mới thay nó bằng một ngôi nhà gạch khang trang hơn.

## Hoạt động cách mạng

### Hoạt động chính trị và đày ải: 1896-1902

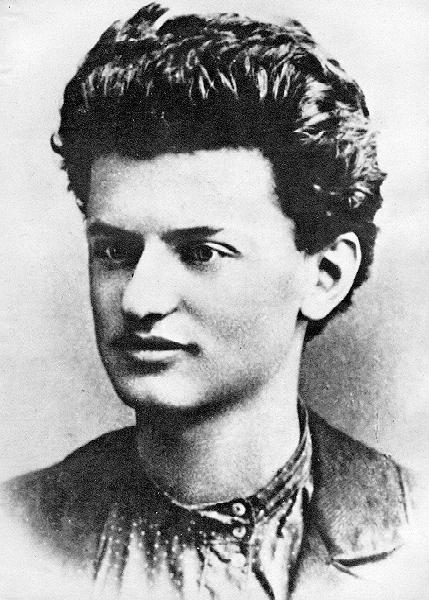
Trotsky năm 1897

Trotsky bắt đầu tham gia các hoạt động cách mạng năm 1896 sau khi tới Nikolayev (hiện là Mykolaiv). Ban đầu là một narodnik (cách mạng dân tuý), ông tiếp xúc với Chủ nghĩa Mác cuối năm ấy và hơi phản đối nó. Nhưng khi bị trục xuất và bỏ tù ông dần trở thành một người Marxist. Thay vì theo học một bằng toán học, Trotsky đã giúp tổ chức Liên minh Công nhân Nam Nga tại Nikolayev đầu năm 1897. Sử dụng cái tên 'Lvov', ông đã viết và in nhiều tờ rơi và tuyên cáo, phân phối các tờ rơi cách mạng và truyền bá các tư tưởng xã hội chủ nghĩa cho các công nhân trong các nhà máy và sinh viên.
Tháng 1 năm 1898, hơn 200 thành viên của Liên minh, gồm cả Trotsky, bị bắt và ông phải ở tù hai năm sau trong khi chờ xét xử. Hai tháng sau khi ông bị bắt, Đại hội đầu tiên của Đảng Lao động Xã hội chủ nghĩa Nga (RSDLP) mới được thành lập, được tổ chức, và từ thời điểm đó Trotsky tự coi mình là một thành viên của đảng. Khi đang ở trong tù, ông cưới người bạn Mác xít Aleksandra Sokolovskaya. Khi đang thụ án ông nghiên cứu triết học. Năm 1900 ông bị kết án bốn năm lưu đày tại Ust-Kut và Verkholensk (xem bản đồ) tại vùng Irkutsk thuộc Siberia, nơi hai con gái đầu của ông, Nina Nevelson và Zinaida Volkova, ra đời.
Tại Siberia, Trotsky nhận thức được sự chia rẽ bên trong đảng, vốn đã thiệt hại nhiều sau những cuộc bắt giữ năm 1898 và 1899. Một số nhà dân chủ xã hội được gọi là "các nhà kinh tế" cho rằng đảng phải tập trung vào việc giúp đỡ công nhân công nghiệp cải thiện cuộc sống của họ. Những người khác cho rằng việc lật đổ chế độ quân chủ có tầm quan trọng lớn hơn và một đảng cách mạng được tổ chức tốt và có kỷ luật là điều cốt yếu. Nhóm sau này được hướng dẫn bởi tờ báo Iskra có trụ sở tại Luân Đôn, và được thành lập năm 1900. Trotsky nhanh chóng theo lập trường của Iskra.

### Di cư lần đầu và hôn nhân lần hai: 1902-1904
Trotsky trốn khỏi Siberia vào mùa hè năm 1902. Có tin nói rằng ông đã lấy tên của một cai tù tại nhà tù Odessa nơi ông từng bị giam giữ trước đây, và cái tên này đã trở thành biệt danh cách mạng chính của ông. Khi đã ở nước ngoài, ông tới London gặp Georgy Plekhanov, Vladimir Lenin, Julius Martov và những biên tập viên khác của tờ Iskra. Dưới bút danh Pero ("lông vũ" hay "bút" trong tiếng Nga), Trotsky nhanh chóng trở thành một trong các cây bút chính của tờ báo.
Trotsky không biết rằng sáu biên tập viên của tờ Iskra đang bị chia rẽ giữa phe "old guard" do Plekhanov đứng đầu và "new guard" do Lenin và Martov lãnh đạo. Không chỉ bởi những người ủng hộ Plekhanov lớn tuổi hơn (khoảng ở độ tuổi 40 và 50), mà họ cũng đã từng cùng sống trong cảnh bị trục xuất tại châu Âu trong 20 năm trước. Các thành viên của new guard mới đầu độ tuổi 30 và chỉ mới tới từ Nga. Lenin, khi ấy đang tìm cách thành lập một đa số thường trực chống Plekhanov trong Iskra, mong muốn Trotsky, khi ấy mới 23, sát cánh với new guard và vào tháng 3 năm 1903 đã viết:

Tôi đề xuất với mọi thành viên của ban biên tập hợp tác với 'Pero' như một thành viên của ban và trên cùng cơ sở như với các thành viên khác. [...] Chúng tôi rất cần một thành viên thứ bảy, cả để tiện lợi hơn trong việc bỏ phiếu (sáu là một số chẵn), và cả như một sự bổ sung cho lực lượng của chúng tôi. 'Pero' đã đóng góp vào mọi vấn đề trong vài tháng nay; nói chung anh làm việc hăng hái nhất cho Iskra; anh thực hiện các bài thuyết trình (rất thành công). Trong mục các bài viết và ghi chú về các sự kiện trong ngày, anh không chỉ rất hữu ích, mà còn đặc biệt cần thiết. Rõ ràng đó là một người có những khả năng đặc biệt, anh có sức thuyết phục và nhiệt tâm, và anh sẽ còn tiến xa.

Vì sự phản đối của Plekhanov, Trotsky đã không trở thành một thành viên đầy đủ của ban biên tập, nhưng vì việc tham gia vào các buổi họp của ban với khả năng cố vấn cao, ông bị Plekhanov căm ghét.
Cuối năm 1902, Trotsky gặp Natalia Sedova, người nhanh chóng trở thành đồng sự và vợ ông từ năm 1903 tới khi ông mất. Họ có hai con, Lev Sedov (sinh 1906) và Sergei Sedov (sinh 1908). Như Trotsky giải thích sau này, sau cuộc cách mạng năm 1917:

Để không buộc các con tôi phải đổi tên, Tôi, khi yêu cầu "quyền công dân", đã dùng tên của vợ tôi.

Nhưng việc đổi tên vẫn là một yêu cầu kỹ thuật và ông không bao giờ sử dụng tên "Sedov" cả riêng tư và công khai. Natalia Sedova thỉnh thoảng ký tên "Sedova-Trotskaya". Trotsky và người vợ đầu, Aleksandra Sokolovskaya, vẫn duy trì mối quan hệ bạn bè cho tới khi bà mất tích năm 1935 trong cuộc Đại Thanh trừng.
Cùng lúc ấy, sau một giai đoạn đàn áp của cảnh sát mật và sự nghi ngờ nội bộ diễn ra sau Đại hội đầu tiên của Đảng năm 1898, Iskra đã thành công trong việc triệu tập Đại hội thứ hai của Đảng tại London vào tháng 8 năm 1903, Trotsky và các biên tập viên khác của tờ Iskra có tham gia. Đại hội đầu tiên diễn ra theo kế hoạch, với những người ủng hộ Iskra dễ dàng đánh bại số ít đại biểu "kinh tế". Sau đó đại hội thảo luận quan điểm của Jewish Bund, nhóm đã cùng thành lập RSDLP năm 1898 nhưng muốn giữ quyền tự chủ bên trong đảng.
Một thời gian ngắn sau đó, các đại biểu ủng hộ Iskra bất ngờ chia thành hai phe. Lenin và những người ủng hộ ông (được gọi là những người Bolshevik) muốn một đảng nhỏ hơn nhưng được tổ chức cao hơn. Martov và những người ủng hộ (được gọi là những người Menshevik) ủng hộ một đảng lớn hơn và ít kỷ luật hơn. Trong một diễn biến bất ngờ, Trotsky và hầu hết biên tập viên của tờ Iskra ủng hộ Martov và những người Menshevik trong khi Plekhanov ủng hộ Lenin và những người Bolshevik.
Trong năm 1903 và 1904, nhiều thành viên đã đổi phe nhóm. Plekhanov nhanh chóng tham gia cùng những người Bolsheviks. Trotsky rời bỏ Menshevik tháng 9 năm 1904 vì sự khăng khăng của họ liên kết với những người tự do Nga và sự phản đối của họ với một sự hoà giải với Lenin và những người Bolshevik. Từ đó tới năm 1917 ông tự miêu tả mình như một "người dân chủ xã hội không phe phái".
Giai đoạn 1904 và 1917 Trotsky dành hầu hết thời gian để tìm cách hoà giải các khác biệt bên trong đảng, dẫn tới nhiều cuộc xung đột với Lenin và những cá nhân nổi bật khác trong đảng. Sau này Trotsky thừa nhận ông đã sai lầm khi phản đối Lenin về vấn đề của đảng. Trong những năm này Trotsky bắt đầu phát triển lý luận cách mạng thường trực của ông, dẫn tới một mối quan hệ làm việc thân cận với Alexander Parvus năm 1904-1907.

### Cách mạng 1905 và phiên tòa xét xử: 1905-1906
Sau các sự kiện của ngày Chủ nhật đẫm Máu (1905), Trotsky bí mật quay trở lại Nga tháng 2 năm 1905. Ban đầu ông viết những tờ rơi cho một nhà in bí mật tại Kiev, nhưng nhanh chóng đi tới thủ đô, Saint Petersburg. Tại đó ông làm việc cả với những người Bolshevik như thành viên Ủy ban Trung ương Leonid Krasin, và uỷ ban Menshevik địa phương mà ông đưa vào một phương hướng cấp tiến hơn. Nhưng uỷ ban Menshevik địa phương đã bị một mật vụ phản bội vào tháng 5, và Trotsky phải bỏ chạy tới vùng nông thôn Phần Lan. Tại đó ông phát triển tiếp học thuyết cách mạng thường trực của mình cho tới tháng 10, khi một cuộc đình công toàn quốc tạo điều kiện cho ông quay trở về St. Petersburg.
Sau khi quay về thủ đô, Trotsky và Parvus nắm tờ báo Russian Gazette và tăng số lượng xuất bản của nó lên 500,000 bản. Trotsky cũng đồng sáng lập Nachalo ("The Beginning") với Parvus và những người Menshevik, và cũng rất thành công.
Ngay trước khi Trotsky quay trở lại, những người Menshevik đã độc lập đi đến cùng ý tưởng mà Trotsky đã có - một tổ chức cách mạng không đảng phái được bầu ra đại diện cho công nhân thủ đô, Xô viết ("Hội đồng") đầu tiên của Công nhân. Khi Trotsky tới nơi, Xô viết St. Petersburg đã hoạt động dưới sự lãnh đạo của Khrustalyov-Nosar (Georgy Nosar, biệt danh Pyotr Khrustalyov), một nhân vật thoả hiệp, và rất nổi tiếng trong công nhân dù có sự phản đối ban đầu của những người Bolsheviks. Trotsky gia nhập Xô viết với cái tên "Yanovsky" (theo tên ngôi làng nơi ông sinh ra, Yanovka) và được bầu làm Phó chủ tịch. Ông làm nhiều việc tại Xô viết, và sau vụ bắt giữ Khrustalev-Nosar ngày 26 tháng 11, ông được bầu làm chủ tịch. Ngày 2 tháng 12, Xô viết ra một thông báo gồm những tuyên bố sau về chế độ Sa hoàng và các khoản nợ nước ngoài của nó:

Chế độ chuyên quyền không đời nào có được sự tin cậy của nhân dân và không bao giờ được nhân dân trao bất kỳ quyền gì. Vì thế chúng ta quyết định không cho phép chi trả các khoản nợ đó bởi triều đình Sa hoàng đã công khai tham gia vào một cuộc chiến với toàn thể nhân dân.

Ngày hôm sau, mùng 3 tháng 12, Xô viết bị binh lính trung thành với triều đình Nikolai II bao vây và các đại biểu bị bắt giữ.
Trotsky và các lãnh đạo Xô viết khác bị xét xử năm 1906 về việc ủng hộ một cuộc nổi loạn vũ trang. Tại phiên toà, Trotsky đã phát biểu một trong những bài nổi tiếng nhất đời ông và củng cố thêm danh tiếng là một diễn giả có tài, và tài năng này được khẳng định thêm trong giai đoạn 1917-1920. Ông bị kết án và tuyên án trục xuất.

### Di cư lần hai: 1907-1914
Trên đường đi trục xuất tới Siberia tháng 1 năm 1907, Trotsky bỏ trốn và một lần nữa tới Luân Đôn, tại đây ông tham dự Đại hội lần thứ năm của RSDLP. Tháng 10, ông tới Viên và thường tham gia vào các hoạt động của Đảng Dân chủ Xã hội Áo và, thỉnh thoảng, của Đảng Dân chủ Xã hội Đức, trong bảy năm.
Tại Vienna, Trotsky trở nên thân cận với Adolph Joffe, người bạn trong 20 năm tiếp theo của ông, người đã giới thiệu ông với các nhà phân tích tâm lý. Tháng 10 năm 1908 ông khởi động một tờ báo Dân chủ Xã hội tiếng Nga nhắm vào công nhân Nga tên gọi Pravda ("Sự thật"), và là đồng biên tập viên với Joffe, Matvey Skobelev và Victor Kopp, tờ báo được bí mật đưa vào Nga. Tờ báo tránh đề cập tới chính trị phe nhóm và trở nên nổi tiếng trong giới công nhân công nghiệp Nga. Cả những người Bolshevik và Menshevik đã chia rẽ với nhau nhiều lần sau thất bại của cuộc cách mạng năm 1905-1907. Khi nhiều phe nhóm Bolshevik và Menshevik tìm cách tái thống nhất vào cuộc họp của Ủy ban Trung ương RSDLP tháng 1 năm 1910 tại Paris về các điều phản đối của Lenin, tờ Pravda của Trotsky đã trở thành 'cơ quan trung ương' được đảng tài trợ. Lev Kamenev, em rể của Trotsky được những người Bolshevik đưa vào ban biên tập, nhưng những nỗ lực thống nhất thất bại vào tháng 8 năm 1910 khi Kamenev rút lui khỏi ban biên tập trong bối cảnh có những lời buộc tội lẫn nhau. Trotsky tiếp tục làm việc tại Pravda trong hai năm nữa cho tới khi nó ngừng hoạt động tháng 4 năm 1912.
Những người Bolsheviks ra một tờ báo mới cho công nhân tại St. Petersburg ngày 22 tháng 4 năm 1912, và cũng gọi nó là Pravda. Trotsky buồn bực vì sự chiếm đoạt tên tờ báo của mình và vào tháng 4 năm 1913 ông viết một bức thư cho Nikolay Chkheidze, một lãnh đạo Menshevik, chua chát lên án Lenin và những người Bolshevik. Dù ông nhanh chóng bỏ qua việc này, bức thư đã bị cảnh sát chặn lại, và một bản sao đã được lưu lại trong văn khố cảnh sát. Một thời gian ngắn sau khi Lenin qua đời năm 1924, bức thư bị lôi ra và công bố trước công chúng bởi những đối thủ của ông trong Đảng Cộng sản, và được coi như một bằng chứng cho thấy ông là đối thủ của Lenin.
Đây là một giai đoạn rất căng thẳng bên trong RSDLP và dẫn tới nhiều va chạm giữa Trotsky, những người Bolshevik và Menshevik. Sự bất đồng nghiêm trọng nhất mà Trotsky và những người Menshevik có với Lenin thời đó là vấn đề "chiếm đoạt", ví dụ, những vụ cướp ngân hàng và những công ty khác có vũ khí của các nhóm Bolshevik để kiếm tiền cho Đảng, vốn đã bị Đại hội 5 cấm, nhưng vẫn tiếp tục được những người Bolshevik thực hiện.
Tháng 1 năm 1912, đa số phái Bolshevik do Lenin đứng đầu và một số người Menshevik tổ chức một hội nghị tại Praha và trục xuất những người phản đối họ ra khỏi đảng. Đối lại, Trotsky tổ chức một hội nghị "thống nhất" của các phái dân chủ xã hội tại Vienna vào tháng 8 năm 1912 (còn gọi là. "Khối Tháng 8") và tìm cách tái thống nhất đảng. Nỗ lực này nói chung không thành công.
Tại Vienna, Trotsky liên tục xuất bản các bài viết trên các tờ báo cấp tiến tiếng Nga và Ukraina như Kievskaya Mysl với nhiều mật danh khác nhau, thường là "Antid Oto". Tháng 9 năm 1912, Kievskaya Mysl gửi ông tới Balkan làm phóng viên, nơi ông theo dõi hai cuộc Chiến tranh Balkan trong năm sau đó và trở thành một người bạn thân thiết của Christian Rakovsky, sau này là một chính trị gia hàng đầu của Liên Xô và là đồng minh của Trotsky trong Đảng Cộng sản Liên Xô.
Ngày 3 tháng 8 năm 1914, khi Thế chiến I bùng nổ với việc hai đế quốc Áo-Hung và Nga đối địch nhau, Trotsky buộc phải rời khỏi Vienna tới nước Thuỵ Sĩ trung lập để tránh bị bắt giữ như một người Nga di cư.

### Thế chiến thứ nhất: 1914-1917
Sự bùng phát của Thế chiến I đã dẫn tới sự đoàn kết ngay lập tức trong RSDLP và cảng đảng dân chủ xã hội châu Âu khác về các vấn đề chiến tranh, cách mạng, chủ nghĩa hoà bình và chủ nghĩa quốc tế. Bên trong RSDLP, Lenin, Trotsky và Martov ủng hộ nhiều quan điểm quốc tế chống chiến tranh, trong khi Plekhanov và những người dân chủ xã hội khác (cả Bolshevik và Menshevik) ủng hộ triều đình Nga ở một số khía cạnh.
Tại Thuỵ Sĩ, Trotsky làm việc một thời gian ngắn với Đảng Xã hội Thuỵ Sĩ, thúc đẩy họ chấp nhận giải pháp quốc tế và viết một cuốn sách phản đối chiến tranh, Chiến tranh và Quốc tế. Đối tượng của cuốn sách là phản đối lập trường ủng hộ chiến tranh của các đảng dân chủ xã hội châu Âu, chủ yếu là tại Đức.

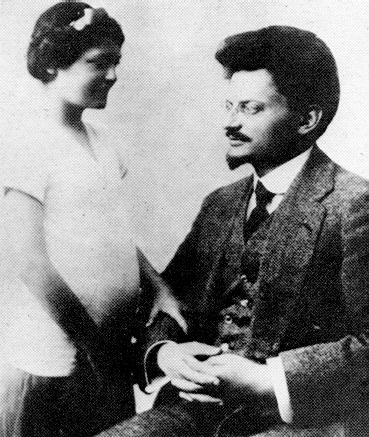
Leon Trotsky với con gái Nina

Trotsky tới Pháp ngày 19 tháng 11 năm 1914, và là phóng viên chiến tranh cho tờ Kievskaya Mysl. Tháng 1 năm 1915 ông bắt đầu biên tập cho tờ Nashe Slovo ("Tiếng nói của Chúng ta") (ban đầu với Martov, người nhanh chóng từ chức sau khi tờ báo chuyển theo cánh Tả), một tờ báo xã hội quốc tế, tại Paris. Ông chấp nhận khẩu hiệu "hoà bình không bồi thường hay sáp nhập, hoà bình không có kẻ chinh phục hay người bị chinh phục", nhưng không đi xa như Lenin, người đã ủng hộ sự thất bại của Nga trong chiến tranh và yêu cầu sự ly khai hoàn toàn với Đệ Nhị Quốc tế.
Vào tháng 9 năm 1915, Trotsky đã tham gia Hội nghị Zimmerwald do những người theo chủ nghĩa xã hội phản đối chiến tranh tổ chức và ủng hộ một chiều hướng giữa chừng giữa những người, như Martov, muốn duy trì Đệ Nhị Quốc tế bằng mọi giá và những người, như Lenin, muốn ly khai khỏi Đệ Nhị Quốc tế và đi đến thành lập một Đệ Tam Quốc tế. Hội nghị thông qua phương pháp giữa chừng do Trotsky đề xuất. Ban đầu phản đối nó, nhưng cuối cùng Lenin đã ủng hộ giải pháp của Trotsky để tránh sự chia rẽ giữa những người xã hội phản đối chiến tranh.
Ngày 31 tháng 3 Trotsky bị trục xuất từ Pháp tới Tây Ban Nha vì các hoạt động phản đối chiến tranh. Chính quyền Tây Ban Nha không cho phép ông ở lại và ông lại bị trục xuất tới Hoa Kỳ ngày 25 tháng 12 năm 1916. Ông tới Thành phố New York ngày 13 tháng 1 năm 1917. Tại New York, ông viết những bài báo cho người Nga tại đó trên tờ báo xã hội tiếng Nga Novy Mir và tờ nhật báo tiếng Yiddish Der Forverts (The Forward) và có những bài phát biểu trước cộng đồng di cư Nga.
Trotsky đang sống tại New York khi Cách mạng Tháng 2 năm 1917 lật đổ Sa hoàng Nikolai II. Ông rời New York ngày 27 tháng 3 nhưng chiếc tàu của ông bị hải quân Anh Quốc chặn lại tại Halifax, Nova Scotia và ông bị giữ một tháng tại Amherst, Nova Scotia. Sau sự ngập ngừng ban đầu, bộ trưởng ngoại giao Nga Pavel Milyukov bị buộc phải yêu cầu thả Trotsky, và chính phủ Anh trả tự do cho Trotsky ngày 29 tháng4. Cuối cùng ông quay trở về Nga ngày 4 tháng 5.
Ngay khi trở lại, Trotsky đã thoả hiệp với quan điểm Bolshevik, nhưng không lập tức gia nhập với họ. Những người dân chủ xã hội Nga bị chia rẽ thành ít nhất 6 nhóm và những người Bolshevik đang đợi kỳ Đại hội đảng tiếp theo để quyết định sẽ sáp nhập với các nhóm nào. Trotsky tạm thời gia nhập Mezhraiontsy, một tổ chức dân chủ xã hội vùng tại St. Petersburg, và trở thành một trong các lãnh đạo của nó. Tại Đại hội các Xô viết lần thứ nhất vào tháng 6, ông được bầu làm một thành viên của Ủy ban Hành pháp Trung ương Toàn Nga ("VTsIK") thứ nhất từ phái Mezhraiontsy.
Sau một cuộc nổi dậy ủng hộ Bolshevik bất thành tại Petrograd, Trotsky bị bắt ngày 7 tháng 8 năm 1917, nhưng được thả ra 40 ngày sau đó sau thất bại của cuộc nổi dậy phản cách mạng bất thành của Lavr Kornilov. Sau khi những người Bolshevik giành được đa số trong Xô viết Petrograd, Trotsky được bầu làm chủ tịch ngày 8 tháng 10. Ông lại sát cánh cùng Lenin chống Grigory Zinoviev và Lev Kamenev khi Ủy ban Trung ương Bolshevik thảo luận việc chuẩn bị một cuộc nổi dậy vũ trang và ông chỉ huy các nỗ lực lật đổ Chính phủ Lâm thời do Aleksandr Kerensky lãnh đạo.
Đoạn vắn tắt sau về Vai trò của Trotsky năm 1917 được Stalin viết trên tờ Pravda, ngày 10 tháng 11 năm 1918. (Dù đoạn này đã được trích dẫn trong cuốn sách "Cách mạng tháng 10" của Stalin năm 1934, nó đã bị xoá bỏ trong Các tác phẩm của Stalin xuất bản năm 1949.)

Mọi công việc thực tế liên quan với việc tổ chức cuộc nổi dậy được tiến hành dưới sự chỉ huy trực tiếp của Đồng chí Trotsky, Chủ tịch Xô viết Petrograd. Có thể nói chắc chắn rằng Đảng mang ơn đầu tiên và chủ yếu với Đồng chí Trotsky trong việc bảo vệ Xô viết và cách thức hoạt động hiệu quả của Ủy ban Quân sự Cách mạng.

Sau thành công của cuộc nổi dậy ngày 7-8 tháng 11, Trotsky chỉ đạo các nỗ lực đẩy lùi một cuộc phản công của những người Cossack dưới quyền tướng Pyotr Krasnov và những đội quân khác vẫn trung thành để lật đổ Chính phủ Lâm thời tại Gatchina. Liên minh với Lenin, ông đã thành công trong việc đánh bại những nỗ lực của những thành viên Ủy ban Trung ương Bolshevik khác (Zinoviev, Kamenev, Alexei Rykov, vân vân) để chia sẻ quyền lực với các đảng xã hội khác.
Tới cuối năm 1917, Trotsky rõ ràng là nhân vật thứ hai trong Đảng Bolshevik sau Lenin, lấn át con người tham vọng Zinoviev, từng là trợ thủ hàng đầu của Lenin trong hơn một thập kỷ trước đó, nhưng đang mất dần vị thế. Sự xoay chuyển này dẫn tới sự căm ghét giữa hai nhà lãnh đạo Bolshevik chỉ kết thúc năm 1926 và khiến cả hai người đều thiệt hại.

## Sau cách mạng Nga

### Dân ủy ngoại giao và Brest-Litovsk (1917-1918)
Sau khi những người Bolshevik lên nắm quyền lực, Trotsky trở thành Dân uỷ Nhân dân về Ngoại giao và công bố những hiệp ước bí mật ký trước kia bởi Đồng minh Ba Nước với những kế hoạch tái phân chia thuộc địa và biên giới quốc gia thời hậu chiến.
Trotsky dẫn đầu đoàn đại biểu Xô viết thực hiện các cuộc đàm phán hoà bình tại Brest-Litovsk từ ngày 22 tháng 12 năm 1917 tới ngày 10 tháng 2 năm 1918. Ở thời điểm đó chính phủ Xô viết đang chia rẽ về vấn đề này. Những người Cộng sản cánh Tả, đứng đầu là Nikolai Bukharin, tiếp tục tin rằng không thể có hoà bình giữa một nước Cộng hoà Xô viết và một quốc gia tư bản và rằng chỉ một cuộc chiến tranh cách mạng dẫn tới một nước cộng hoà Xô viết toàn châu Âu mới mang lại hoà bình bền vững. Họ chỉ ra những thành công của Hồng quân cách mạng mới được thành lập (ngày 15 tháng 1 năm 1918) trước các lực lượng Ba Lan của Tướng Józef Dowbor-Muśnicki tại Belarus, các lực lượng Bạch vệ tại vùng Don, và các lực lượng độc lập của Ukraina như một bằng chứng cho thấy Hồng quân có thể đẩy lùi các lực lượng Đức, đặc biệt nếu việc tuyên truyền và chiến tranh không cân xứng được sử dụng. Họ không coi việc đàm phán với người Đức như biện pháp thể hiện các tham vọng đế quốc của Đức (lãnh thổ, bồi thường, vân vân) với hy vọng đẩy nhanh cuộc cách mạng Xô viết sang phương Tây, nhưng họ kiên quyết phản đối việc ký bất kỳ hiệp ước hoà bình nào. Trong trường hợp một tối hậu thư của Đức, họ ủng hộ việc tuyên bố một cuộc chiến tranh cách mạng chống Đức nhằm tạo cảm hứng cho những người công nhân Nga và châu Âu đứng lên chiến đấu cho chủ nghĩa xã hội. Ý tưởng này được Những người xã hội chủ nghĩa cách mạng cánh Tả ủng hộ, khi ấy lực lượng này là đối tác chính của những người Bolshevik trong chính phủ liên minh.
Lenin, người lúc đầu từng hy vọng một cuộc cách mạng Xô viết nhanh chóng tại Đức và các vùng khác của châu Âu, nhanh chóng quyết định rằng chính phủ đế quốc Đức vẫn nắm quyền kiểm soát chặt chẽ và rằng, nếu không có một đội quân Nga hùng mạnh, một cuộc xung đột quân sự với Đức sẽ dẫn tới sự sụp đổ của chính phủ Xô viết tại Nga. Ông đồng ý với những người Cộng sản cánh Tả rằng chỉ một cuộc cách mạng Xô viết toàn châu Âu mới giải quyết được mọi vấn đề, nhung tới lúc đó những người Bolshevik phải nắm quyền lực. Lenin không lưu ý tới việc kéo dài quá trình đàm phán để đạt hiệu quả tuyên truyền tối đa, mà, từ tháng 1 năm 1918 trở về sau, ủng hộ việc ký kết một hiệp ước hoà bình riêng rẽ nếu phải đối mặt với tối hậu thư của Đức.
Lập trường của Trotsky ở giữa hai phái Bolshevik này. Giống như Lenin, ông chấp nhận rằng quân đội Nga cũ kỹ, được thừa hưởng từ nền quân chủ và Chính phủ Lâm thời và đang ở trong giai đoạn tan rã, không đủ khả năng chiến đấu:

Rằng chúng ta không thể chiến đấu nữa là điều rõ ràng với tôi và rằng Hồng binh và các chi đội Hồng quân mới được thành lập quá nhỏ và không được huấn luyện đủ để chống với người Đức.

Nhưng ông đồng ý với những người Cộng sản cánh Tả rằng một hiệp ước hoà bình riêng rẽ với một cường quốc đế quốc sẽ là một cú đấm mạnh về tinh thần và vật chất với chính phủ Xô viết, phủ định mọi thắng lợi quân sự và chính trị của giai đoạn 1917 và 1918, làm phục hồi lại sự kháng cự từ bên trong. Ông cho rằng bất kỳ một tối hậu thư nào của Đức cũng cần phải bị bác bỏ, và rằng điều này có thể dẫn tới một cuộc nổi dậy tại Đức, hay ít nhất khiến những binh lính Đức nảy sinh ý tưởng bất tuân lệnh các sĩ quan tới bất kỳ cuộc tấn công nào của ĐỨc sẽ là một hình thức tước đoạt lãnh thổ rõ ràng. Ông đã viết năm 1925:

Chúng tôi bắt đầu các cuộc đàm phán hoà bình với hy vọng khuấy động đảng công nhân của Đức và Áo-Hung cũng như các nước Đồng minh khác. Vì lý do này chúng tôi buộc phải trì hoãn các cuộc đàm phán càng lâu càng tốt để mang lại thời gian cho công nhân hiểu được thực tế chính của chính cuộc cách mạng Xô viết và đặc biệt là chính sách hoà bình của nó.

Nhưng có một câu hỏi khác: Liệu người Đức vẫn có thể chiến đấu? Liệu họ có ở lập trường để khởi động một cuộc tấn công vào cách mạng sẽ giải thích sự chấm dứt của chiến tranh? Làm cách nào chúng ta biết được tư tưởng của những người lính Đức, làm cách nào để tìm hiểu nó?

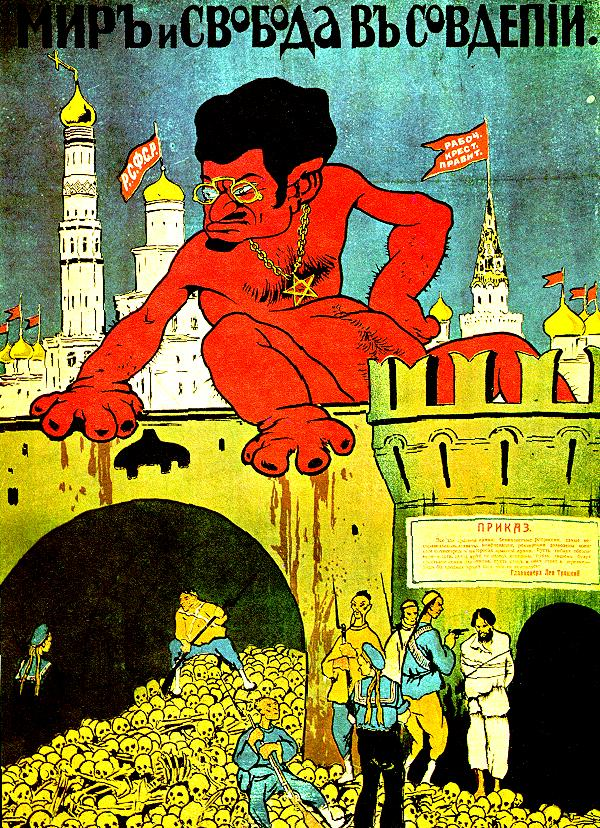
Bích chương tuyên truyền của Bạch vệ. Dòng chữ viết, "Hoà bình và Tự do tại Sovdepiya".

Trong suốt tháng 1 và tháng 2 năm 1918, quan điểm của Lenin được ủng hộ bởi 7 thành viên Ủy ban Trung ương Bolshevik và lập trường của Bukharin được 4 người ủng hộ. Trotsky có 4 phiếu (ông, Felix Dzerzhinsky, Nikolai Krestinsky và Adolph Joffe) và, bởi ông giữ sự cân bằng quyền lực, ông có thể theo đuổi chính sách của mình tại Brest-Litovsk. Khi ông không thể trì hoãn các cuộc đàm phán được nữa, ông rút khỏi những cuộc đàm phán ngày 10 tháng 2 năm 1918, từ chối ký kết những điều khoản khe khắt của Đức. Sau một giai đoạn ngắt quãng ngắn, các Cường quốc phe Trục cảnh báo chính phủ Xô viết rằng họ sẽ không duy trì thời gian ngừng bắn sau ngày 17 tháng 2. Tại thời điểm này Lenin một lần nữa cho rằng chính phủ Xô viết đã làm mọi việc có thể để giải thích lập trường của mình với công nhân phương Tây và rằng đây là thời điểm để chấp nhận các điều khoản. Trotsky từ chối ủng hộ Lenin bởi ông đang đợi xem liệu các công nhân Đức có nổi dậy không và liệu các binh sĩ Đức có từ chối tuân lệnh không.
Đức tái thực hiện các chiến dịch quân sự ngày 18 tháng 2. Trong vòng một ngày, mọi thứ trở nên rõ ràng rằng quân đội Đức có khả năng tiến hành các chiến dịch tấn công và rằng các chi đội Hồng quân, còn khá nhỏ, được tổ chức và chỉ huy kém, không thể đương đầu với họ. Buổi chiều ngày 18 tháng 2, Trotsky và những người ủng hộ ông trong uỷ ban bỏ phiếu trắng và đề nghị của Lenin được chấp nhận với tỷ lệ 7-4. Chính phủ Xô viết gửi một điện tín tới phía Đức chấp nhận các điều khoản cuối cùng của hiệp ước hoà bình Brest-Litovsk.
Đức không trả lời trong ba ngày, và tiếp tục tấn công mà không gặp phải nhiều kháng cự. Câu trả lời của họ đến vào ngày 21 tháng 2, nhưng những điều khoản đề xuất quá nặng nề khiến thậm chí Lenin cũng có một thời gian ngắn cho rằng chính phủ Xô viết không còn lựa chọn nào khác là chiến đấu. Nhưng cuối cùng uỷ ban một lần nữa bỏ phiếu với tỷ lệ 7-4 ngày 23 tháng 2 năm 1918; Hiệp ước Brest-Litovsk được ký ngày 3 tháng 3 và được phê chuẩn ngày 15 tháng 3 năm 1918. Bởi quá gắn bó với chính sách của phái đoàn Xô viết trước kia tại Brest-Litovsk, Trotsky từ chức Dân uỷ Ngoại giao để loại bỏ trở ngại có thể có với chính sách mới.

### Chỉ huy Hồng quân (mùa xuân 1918)

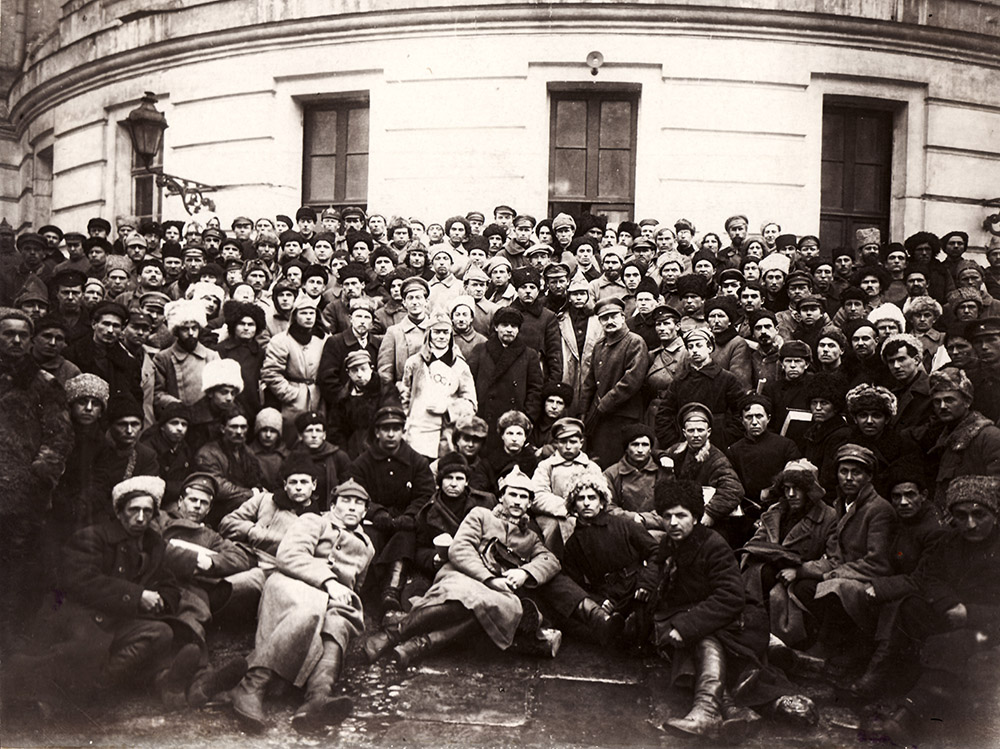
Trotsky với Lenin và binh sĩ tại Petrograd năm 1921

Thất bại của Hồng quân mới được thành lập trong việc chống lại cuộc tấn công của Đức vào tháng 2 năm 1918 cho thấy sự yếu kém của nó: số lượng không đủ, thiếu các sĩ quan có kiến thức, và gần như không có sự phối hợp và phụ thuộc. Những thủy thủ nổi tiếng của Hạm đội Baltic, một trong những lực lượng của chế độ mới dưới sự chỉ huy của Pavel Dybenko, đã bỏ chạy một cách nhục nhã trước quân đội Đức tại Narva. Ý tưởng rằng nhà nước cần có một đội quân hay lực lượng dân quân kiểu quân đội của nhà nước Xô viết đã bị nghi ngờ mạnh.
Trotsky là một trong những lãnh đạo Bolshevik đầu tiên nhận ra vấn đề và ông thúc đẩy việc thành lập một uỷ ban quân sự gồm những tướng lĩnh Nga cũ sẽ hoạt động như một cơ quan tư vấn. Lenin và Ủy ban Trung ương Bolshevik đồng ý thành lập Ủy ban Quân sự Tối cao ngày 4 tháng 3, dưới sự lãnh đạo của cựu Tham mưu trưởng đế quốc Mikhail Bonch-Bruevich. Nhưng toàn bộ giới lãnh đạo Bolshevik trong Hồng quân, gồm cả Dân uỷ Nhân dân (bộ trưởng quốc phòng) Nikolai Podvoisky và tổng tư lệnh Nikolai Krylenko, phản đối mạnh mẽ và cuối cùng đã từ chức. Họ tin rằng Hồng Quân chỉ cần những người cách mạng chuyên nghiệp, dựa trên tuyên truyền và sức mạnh, và có những sĩ quan được bầu ra. Họ coi các sĩ quan và tướng lĩnh của chế độ cũ là những kẻ có nguy cơ phản bội cần phải đặt ngoài quân đội mới, và không được gánh nhiều trọng trách trong đó. Quan điểm của họ tiếp tục là phổ biến trong những người Bolshevik và những người ủng hộ họ trong suốt cuộc Nội chiến Nga, gồm cả Podvoisky, người đã trở thành một trong các phụ tá của Trotsky, người luôn gây khó khăn cho Trotsky. Sự bất bình với các chính sách của Trotsky về kỷ luật nghiêm khắc, chế độ nghĩa vụ quân sự và việc dựa vào các chuyên gia quân sự phi Cộng sản bị giám sát cuối cùng đã dẫn tới sự Đối lập Quân sự, hoạt động mạnh bên trong Đảng hồi cuối năm 1918-1919.
Ngày 13 tháng 3 năm 1918, việc từ chức Dân uỷ Ngoại giao của Trotsky được chính thức chấp nhận và ông được chỉ định làm Dân uỷ Nhân dân về Quân đội và Hải quân - thay Podvoisky - và chủ tịch Hội đồng Quân sự Tối cao. Chức vụ Tổng tư lệnh bị xoá bỏ, và Trotsky nắm toàn quyền kiểm soát Hồng quân, chỉ chịu trách nhiệm trước ban lãnh đạo Đảng Cộng sản, mà lực lượng Cách mạng Xã hội chủ nghĩa cánh Tả đồng minh của họ đã rời chính phủ sau hiệp ước Brest-Litovsk. Với sự giúp đỡ của người trợ tá trung thành Ephraim Sklyansky, Trotsky dùng cả thời gian còn lại của cuộc Nội chiến biến Hồng quân từ một mạng lưới những người cùng khổ với những đơn vị nhỏ và độc lập trở thành một bộ máy quân sự lớn và có kỷ luật, thông qua nghĩa vụ quân sự, sự bắt buộc tuân lệnh và những sĩ quan được lựa chọn bởi khả năng lãnh đạo chứ không phải do cấp bậc và hồ sơ. Ông đã bảo vệ các quan điểm này trong suốt cuộc đời.

### Nội chiến (1918-1920)

#### 1918
Trình độ quản lý và tổ chức của Trotsky với quân đội Xô viết nhanh chóng được thử nghiệm theo nhiều cách. Tháng 5, 6 năm 1918, Quân đoàn Tiệp Khắc trên đường từ vùng đất châu Âu của Nga tới Vladivostok đã nổi dậy chống chính phủ Xô viết. Điều này khiến những người Bolshevik mất một phần lớn lãnh thổ, và sự gia tăng chống đối có tổ chức của các lực lượng chống Cộng Nga (thường được gọi là Bạch vệ theo thành phần nổi tiếng nhất của họ) và sự đào ngũ hàng loạt của những chuyên gia quân sự mà Trotsky tin cậy.
Trotsky và chính phủ phản ứng bằng một cuộc tổng động viên, tăng quân số của Hồng quân từ chưa đến 300,000 người tháng 5 năm 1918 lên một triệu người vào tháng 10, và đưa các ủy viên chính trị vào trong quân đội. Những dân uỷ này chịu trách nhiệm đảm bảo lòng trung thành của các chuyên gia quân sự (hầu hết là các sĩ quan cũ của quân đội đế quốc) và cùng ra lệnh với họ.
Trotsky tuyên bố rằng tổ chức của Hồng quân được xây dựng trên các ý tưởng của Cách mạng tháng 10. Như sau này ông đã viết trong tự truyện của mình:

Một quân đội không thể được xây dựng mà không có những sự trừng phạt. Những đám đông đàn ông không thể bị dẫn tới chỗ chết trừ khi ban chỉ huy quân đội có quyền sử dụng hình phạt tử hình. Khi những con khỉ không đuôi hiểm độc đó còn quá tự hào về các thành tựu kỹ thuật của chúng-những con vật mà chúng ta gọi là con người-sẽ xây dựng các đội quân và gây nên các cuộc chiến tranh, ban chỉ huy của chúng sẽ luôn bị buộc phải đặt binh sĩ giữa cái chết có thể xảy ra trên chiến trường và cái chết không thể tránh khỏi ở hậu phương. Và quả thực các đội quân không được xây dựng trên sự sợ hãi. Quân đội Sa hoàng đã tan thành từng mảnh không phải bởi không có các biện pháp trừng phạt. Trong nỗ lực để cứu vãn nó bằng cách tái lập hình phạt tử hình, Kerensky chỉ kết thúc nó. Trên đống tro tàn của cuộc chiến vĩ đại, những người Bolshevik đã tạo lập quân đội mới. Những thực tế đó không đòi hỏi giải thích cho bất kỳ ai từng có tri thức dù nhỏ nhất về ngôn ngữ của lịch sử. Chất kết dính mạnh nhất trong quân đội mới là các ý tưởng của Cách mạng tháng 10, và những đoàn tàu sẽ mang ra mặt trận chất kết dính này.

Với những kẻ đảo ngũ, Trotsky thường giáo dục họ về chính trị; khơi dậy trong họ các ý tưởng của Cách mạng.

Tại các tỉnh Kaluga, Voronezh, và Ryazan, hàng chục ngàn nông dân trẻ đã không thể đáp ứng lệnh triệu tập đầu tiên của Xô viết ... Ủy viên chiến tranh tại Ryazan đã thành công trong việc huy động khoảng mười lăm nghìn những người đào ngũ đó. Khi đi qua Ryazan, I đã quyết định xem xét sự việc ở đó. Một số người của chúng ta đã tìm cách can ngăn tôi. "Một điều gì đó có thể xảy ra," họ cảnh báo tôi. Nhưng mọi thứ diễn ra hoàn hảo. Những người lính được gọi ra khỏi doanh trại của họ. "Đồng chí đảo ngũ – tới cuộc gặp mặt. Đồng chí Trotsky đã tới để nói chuyện với bạn." Họ đã cạn kiệt lòng can đảm, sự dữ dội, kỳ lạ như những cậu học trò. Tôi đã tưởng tượng họ còn tồi tệ hơn, và họ đã tưởng tượng về tôi ghê gớm hơn. Trong vài phút, tôi đã bị vây quanh bởi một đám đông lớn những kẻ hoàn toàn vô kỷ luật, buông tuồng, nhưng không phải tất cả đều thù địch với tôi. "Các đồng chí đảo ngũ" nhìn tôi một cách tò mò đến mức dường như mắt họ lồi ra khỏi đầu. Tôi trèo lên một cái bàn trong sân, và nói với họ trong khoảng một tiếng rưỡi. Đó là đám thính giả có trách nhiệm nhất. Tôi đã tìm cách nâng tinh thần của họ theo chính quan điểm của họ; nói tóm lại, tôi đã yêu cầu họ giơ tay lên như một dấu hiệu trung thành với cách mạng. Các ý tưởng mới đã ảnh hưởng tới họ ngay trước mắt tôi. Họ hoàn toàn phấn chấn; họ theo tôi tới ô tô, hau háu nhìn tôi, không phải vì sợ hãi như trước, mà với niềm say mê, và hét lên lạc cả giọng. Họ không muốn để tôi đi. Sau đó tôi biết, với một chút kiêu hãnh, rằng một trong những cách tốt nhất để giáo dục họ là nhắc nhở họ: "Anh đã hứa gì với Đồng chí Trotsky?" Sau đó, các trung đoàn lính "đảo ngũ" Ryazan đã chiến đấu tốt ngoài mặt trận.

Với sự thiếu hụt nhân lực và cuộc xâm lược của 16 đội quân nước ngoài, Trotsky cũng nhấn mạnh rằng các sĩ quan cũ của Sa hoàng phải được sử dụng như những chuyên gia quân sự bên trong Hồng quân, với sự phối hợp của những chính uỷ chính trị Bolshevik để đảm bảo tinh thần cách mạng của Hồng quân. Lenin đã bình luận về điều này: 

Khi đồng chí Trotsky gần đây thông báo với tôi rằng trong quân đội số lượng sĩ quan lên tới hàng chục ngàn, tôi đã có được một nhận thức chắc chắn về cái tạo ra điều bí mật về cách sử dụng hợp lý những kẻ thù của chúng ta... về cách làm thế nào xây dựng chủ nghĩa cộng sản bằng những viên gạch mà chủ nghĩa tư bản đã tạo ra để chống lại chúng ta.

Tháng 9 năm 1918, chính phủ, đối mặt với những khó khăn liên tiếp về quân sự, đã tuyên bố tình trạng khẩn cấp và tái tổ chức Hồng quân. Hội đồng Quân sự Tối cao bị bãi bỏ và vị trí Tổng tư lệnh được tái lập, và được nắm giữ bởi người chỉ huy đội Quân súng trường Latvia Ioakim Vatsetis (hay còn gọi là Jukums Vācietis), người từng chỉ huy Mặt trận phía Đông chống lại Quân đoàn Czechoslovak. Vatsetis được giao trách nhiệm điều hành hoạt động hàng ngày của quân đội trong khi Trotsky trở thành chủ tịch của Hội đồng Quân sự Cách mạng mới được thành lập của nhà nước Cộng hoà và giữ quyền kiểm soát chung với quân đội. Trotsky và Vatsetis đã có bất đồng hồi đầu năm 1918 khi Vatsetis và cố vấn của Trotsky là Mikhail Bonch-Bruevich không bằng lòng với nhau. Tuy nhiên, Trotsky sau đó đã thiết lập được mối quan hệ cộng tác với một Vatsetis hay giận dỗi.
Việc tái tổ chức đã gây ra một sự xung đột khác giữa Trotsky và Stalin hồi cuối tháng 9. Trotsky đã chỉ định cựu tướng lĩnh đế quốc Pavel Sytin làm chỉ huy Mặt trận phía Nam, nhưng vào đầu tháng 10 năm 1918 Stalin từ chối chấp nhận ông và gọi ông trở lại. Lenin và Yakov Sverdlov đã tìm cách hoà giải giữa Trotsky và Stalin, nhưng cuộc gặp của họ không thành công.

#### 1919
Suốt thời gian cuối năm 1918 và đầu 1919, đã có một số cuộc tấn công vào vị trí lãnh đạo của Trotsky trong Hồng quân, gồm những cáo buộc trong những bài báo do Stalin chỉ đạo và một cuộc tấn công trực tiếp bởi phe Đối lập Quân sự tại Đại hội Đảng lần thứ 8 tháng 3 năm 1919. Ngoài mặt, ông đã thoát khỏi thành công và được bầu là một trong năm thành viên đầy đủ của Bộ chính trị đầu tiên sau Đại hội. Nhưng sau này ông đã viết:

Không ngạc nhiên khi công việc trong quân đội tạo ra quá nhiều kẻ thù cho tôi. Tôi không nhìn sang bên cạnh, Tôi gạt đi những người gây trở ngại đến sự thành công của quân đội, hay vội vã với công việc đi trên đầu ngón chân của sự không lo lắng và quá bận rộn ngay cả cho việc xin lỗi. Một số người nhớ những điều đó. Những người bất đồng và những người mà tình cảm của họ đã bị tổn thương quay sang với Stalin hay Zinoviev, bởi hai người này cũng đang có những tổn thương.

Giữa năm 1919 những người bất đồng đã có một cơ hội để tạo ra sự thách thức thật sự với quyền lãnh đạo của Trotsky. Hồng quân đã đánh bại cuộc tấn công mùa xuân của Bạch vệ và dự định vượt dãy Ural tiến vào Siberia để truy kích các lực lượng của Đô đốc Alexander Kolchak. Nhưng ở phía nam, các lực lượng Nga Trắng của Tướng Anton Denikin tiến quân, và tình hình xấu đi nhanh chóng. Ngày 6 tháng 6 Tổng tư lệnh Vatsetis ra lệnh cho Mặt trận phía Đông dừng tấn công để ông có thể điều bớt lực lượng về phía nam. Nhưng ban chỉ huy đạo Mặt trận phía Đông, gồm cả chỉ huy Sergei Kamenev (một đại tá quân đội đế quốc, không nên nhầm với thành viên Bộ chính trị Lev Kamenev), và các thành viên Hội đồng Quân sự Cách mạng Mặt trận phía Đông Ivar Smilga, Mikhail Lashevich và Sergei Gusev phản đối kịch liệt và muốn có sự tập trung ở Mặt trận phía Đông. Họ nhấn mạnh rằng điều sống còn là phải chiếm Siberia trước mùa đông và rằng một khi các lực lượng của Kolchak đã tan vỡ, nhiều sư đoàn khác sẽ tự do đi tới Mặt trận phía Nam. Trotsky, người từng có những xung đột với giới chỉ huy Mặt trận phía Đông, gồm cả việc tạm thời gạt bỏ Kamenev tháng 5 năm 1919, ủng hộ Vatsetis.
Tại cuộc họp của Ủy ban Trung ương ngày 3, 4 tháng 7, sau một cuộc tranh cãi nóng bỏng đa số ủng hộ Kamenev và Smilga chống lại Vatsetis và Trotsky. Kế hoạch của Trotsky bị bác bỏ và ông bị chỉ trích bởi nhiều cái gọi là thiếu sót trong cách lãnh đạo, đa số chúng là do tính khí cá nhân. Stalin đã sử dụng cơ hội này để gây áp lực lên Lenin đòi cách chức Trotsky. Nhưng khi, vào ngày 5 tháng 7, Trotsky đề nghị từ chức, Bộ chính trị và Orgburo của Ủy ban Trung ương nhất trí bác bỏ.
Tuy nhiên, một số thay đổi lớn đã được thực hiện trong giới chỉ huy Hồng quân. Trotsky tạm thời bị điều tới Mặt trận phía Nam, trong khi công việc ở Moscow được điều hành một cách không chính thức bởi Smilga. Hầu hết các thành viên của Hội đồng Quân sự Cách mạng không tham gia vào các công việc hàng ngày của quân đội, được bãi chức ngày 8 tháng 7, trong khi các thành viên khác gồm cả Smilga được đưa vào. Cùng ngày hôm ấy, khi Trotsky đã ở phương nam, Vatsetis bất ngờ bị Cheka bắt vì nghi ngờ tham gia vào một âm mưu chống Xô viết, và bị thay thế bởi Sergei Kamenev.
Sau vài tuần ở phía nam, Trotsky quay trở lại Moscow và nắm lại quyền kiểm soát Hồng quân. Một năm sau, Smilga và Tukhachevsky bị đánh bại trong Trận Warsaw, nhưng Trotsky từ chối cơ hội này để trả thù Smilga, điều này khiến ông được Smilga khâm phục và sau này trở thành người ủng hộ ông trong các cuộc chiến trong nội bộ đảng hồi thập niên 1920.
Tới tháng 10 năm 1919 chính phủ rơi vào cuộc khủng hoảng tồi tệ nhất của cuộc Nội chiến: quân đội của Denikin đã tới gần Tula và Moscow từ phía nam, và quân đội của Tướng Nikolay Yudenich đang tới Petrograd từ phía tây. Lenin quyết định rằng bởi việc phòng vệ Moscow có tầm quan trọng lớn hơn, cần phải từ bỏ Petrograd. Trotsky cho rằng Petrograd cần phải được bảo vệ, ít nhất một phần để ngăn Estonia và Phần Lan can thiệp. Trong một sự đảo chiều hiếm hoi, Trotsky được Stalin và Zinoviev ủng hộ và đánh bại Lenin trong Ủy ban Trung ương. Ông nhanh chóng tới Petrograd, nơi ban chỉ huy của nó đứng đầu là Zinoviev bị ông coi là mất tinh thần, và tổ chức cuộc phòng ngự, thỉnh thoảng đích thân ngăn cản các binh sĩ đảo ngũ. Tới ngày 22 tháng 10 Hồng quân đã chuyển sang thế tấn công và đầu tháng 11 quân đội của Yudenich đã bị đẩy lui về Estonia, nơi họ giải giáp và bị giam giữ. Trotsky được trao Huân chương Cờ Đỏ về những công việc tại Petrograd.

#### 1920
Sau khi đánh bại Denikin và Yudenich hồi cuối năm 1919, chính phủ Xô viết chuyển sang nhấn mạnh trên việc phát triển kinh tế và Trotsky đã trải qua mùa đông năm 1919-1920 tại vùng Urals tìm cách tái khỏi động nền kinh tế của nó. Dựa trên những kinh nghiệm của ông tại đó, ông đã đề xuất xoá bỏ các chính sách Cộng sản thời Chiến, gồm việc tịch thu ngũ cốc từ những người nông dân và tái lập một phần thị trường ngũ cốc. Nhưng Lenin vẫn trung thành với Cộng sản thời Chiến và đề xuất này bị bác bỏ. Thay vào đó, Trotsky được giao trách nhiệm phát triển mạng lưới đường sắt quốc gia (trong khi vẫn giữ quyền kiểm soát chung với Hồng quân), mà ông đã tìm cách quân sự hoá theo tinh thần Cộng sản thời Chiến. Mãi tới đầu năm 1921 khi nền kinh tế sụp đổ và những cuộc nổi dậy buộc Lenin và những người khác trong giới lãnh đạo Bolshevik từ bỏ Cộng sản thời Chiến nhường chỗ cho Chính sách Kinh tế Mới.
Trong lúc ấy, đầu năm 1920 những căng thẳng giữa Liên Xô và Ba Lan cuối cùng đã dẫn tới cuộc Chiến tranh Ba Lan-Xô viết. Trong thời gian chuẩn bị và trong cuộc chiến, Trotsky đã cho rằng Hồng quân đã kiệt sức và chính phủ Xô viết phải ký một hiệp ước hoà bình với Ba Lan càng sớm càng tốt. Ông cũng không tin rằng Hồng quân có thể có sự ủng hộ từ bên trong Ba Lan. Lenin và những người lãnh đạo Bolshevik khác cho rằng những thắng lợi của Hồng quân trong cuộc Nội chiến Nga và trước người Ba Lan có nghĩa rằng, như Lenin đã nói sau này:

Giai đoạn phòng thủ của cuộc chiến với chủ nghĩa đế quốc trên toàn thế giới đã qua, và chúng ta có thể, và phải, lợi dụng vị thế quân sự để tung ra một cuộc chiến tranh tấn công.

Nhưng cuộc tấn công của Hồng quân đã bị đẩy lui trong Trận Warsaw tháng 8 năm 1920, một phần bởi thất bại của Stalin trong việc thực hiện các chỉ thị của Trotsky trong thời kỳ chuẩn bị cho trận đánh có ý nghĩa quyết định. Quay trở về Moskva, Trotsky một lần nữa đề nghị một hiệp ước hoà bình và lần này đã thành công.

### Tranh luận về Công đoàn (1920-1921)
Cuối năm 1920, sau khi những người Bolshevik giành thắng lợi trong cuộc Nội chiến và trước Đại hội lần thứ 8 và lần thứ 9 của các Xô viết, Đảng Cộng sản đã có một cuộc tranh luận chua cay và gay gắt về vai trò của các Công đoàn trong nhà nước Xô viết. Cuộc tranh cãi làm chia rẽ đảng thành nhiều "phe phái" khác nhau, gồm nhóm của Lenin, nhóm Trotsky và nhóm Bukharin; Bukharin cuối cùng tham gia với Trotsky. Cá nhóm nhỏ hơn và cấp tiến hơn như Đối lập Công nhân (lãnh đạo bởi Alexander Shlyapnikov) và Nhóm Dân chủ Trung ương hoạt động rất mạnh.
Lập trường của Trotsky hình thành khi ông lãnh đạo một uỷ ban đặc biệt về hệ thống vận tải Xô viết, Tsektran. Ông đã được chỉ định đến đó để xây dựng lại hệ thống đường sắt đã bị phá huỷ bởi cuộc Nội chiến. Là Dân uỷ Chiến tranh và một lãnh đạo quân sự cách mạng, ông thấy sự cần thiết phải tạo ra một "không khí sản xuất" kiểu quân sự bằng cách tích hợp các công đoàn trực tiếp vào các hệ thống Nhà nước. Lập trường cứng rắn của ông rằng trong một nhà nước của công nhân người công nhân không phải sợ sệt điều gì từ nhà nước, và Nhà nước sẽ kiểm soát toàn bộ các Công đoàn. Tại Đại hội đảng lần thứ 9 ông cho rằng để "tại một chế độ như vậy theo đó mỗi người công nhân cảm thấy mình là một chiến sĩ lao động và không thể tự do làm gì mình muốn; nếu anh ta bị ra lệnh phải chuyển đi, anh ta phải thực hiện mệnh lệnh đó; nếu anh ta không tuân lệnh, anh ta sẽ là một người đào ngũ và phải bị trừng phạt. Ai sẽ thực hiện điều này? Công đoàn. Nó sẽ tạo ra một chế độ mới. Đó là tầng lớp lao động quân sự hoá."
Lenin mạnh mẽ chỉ trích Trotsky và buộc tội ông là "làm hại một cách quan liêu tới các công đoàn" và tạo ra "những cuộc tấn công phe phái." Quan điểm của ông không tập trung vào sự quản lý nhà nước tới mức mà sự lo ngại rằng một mối quan hệ mới giữa Nhà nước và mọi người công nhân là cần thiết. Ông nói, "Việc tạo ra một kỷ luật lao động thực sự chỉ hình thành nếu toàn bộ những người tham gia vào công việc sản xuất quan tâm tới việc hoàn thành những nhiệm vụ đó. Điều này không thể được thực hiện bởi các biện pháp quan liêu hay các mệnh lệnh từ bên trên." Đây là một cuộc tranh luận mà Lenin cho rằng Đảng không thể thực hiện. Sự thất vọng của ông với Trotsky đã được Stalin và Zinoviev lợi dụng với sự ủng hộ của họ dành cho quan điểm của Lenin, để cải thiện vị trí của họ bên trong giới lãnh đạo Bolshevik và làm mất vị trí của Trotsky.
Sự bất đồng có nguy cơ gia tăng và nhiều người Bolshevik, gồm cả Lenin, sợ rằng đảng có thể tan rã. Ủy ban Trung ương bị chia rẽ hầu như làm đôi giữa những người ủng hộ Lenin và ủng hộ Trotsky, với ba Thư ký Ủy ban Trung ương (Krestinky, Yevgeny Preobrazhensky và Leonid Serebryakov) ủng hộ Trotsky.
Tại một cuộc họp của nhóm của mình tại Đại hội đảng lần thứ 10 tháng 3 năm 1921, phái của Lenin đã giành một chiến thắng có ý nghĩa quyết định và một số người ủng hộ Trotsky (gồm cả ba thư ký Ủy ban Trung ương) mất các vị trí lãnh đạo. Krestinsky bị thay thế trong Bộ chính trị bởi Zinoviev, người ủng hộ Lenin. Vị trí trong ban thư ký của Krestinsky bị trao cho Vyacheslav Molotov. Đại hội cũng thông qua một nghị quyết mật về sự "Thống nhất Đảng", cấm các phe phái bên trong Đảng ngoại trừ trong các cuộc thảo luận tiền Đại hội. Nghị quyết sau này đã được xuất bản và được Stalin dùng để chống lại Trotsky và những người khác.
Cuối đại hội 10, sau khi những cuộc đàm phán hoà bình thất bại, Trotsky ra lệnh đàn áp cuộc nổi dậy Kronstadt, một cuộc nổi dậy lớn chống lại chính quyền Bolshevik. Nhiều năm sau, Emma Goldman một người theo chủ nghĩa vô trị và những người khác đã chỉ trích các hành động của Trotsky khi giữ chức Dân uỷ Chiến tranh với vai trò trong việc đàn áp nổi dậy, và cho rằng ông đã ra lệnh hành quyết và tống giam một cách bất hợp pháp những người đối lập chính trị như những người vô chính phủ, dù Trotsky không tham gia vào hoạt động đàn áp thực tế. Cáo buộc rằng những người nổi dậy Kronstadt là "phản cách mạng" đã được ủng hộ bởi bằng chứng về việc Bạch vệ và chính phủ Pháp ủng hộ các thủy thủ trong cuộc nổi dậy Kronstadt.

### Tình trạng sức khỏe kém của Lenin (1922-1923)
Cuối năm 1921 sức khoẻ của Lenin xấu đi, ông không có mặt ở Moscow trong những thời gian dài, và cuối cùng bị ba cơn đột quỵ trong khoảng từ ngày 26 tháng 3 năm 1922 tới ngày 10 tháng 3 năm 1923, khiến ông bị liệt, không nói được và cuối cùng mất ngày 21 tháng 1 năm 1924. Với việc Lenin dần bị gạt ra rìa trong suốt năm 1922, Stalin (đã thăng tiến lên chức vụ mới được thành lập trong Ủy ban Trung ương là Tổng thư ký từ đầu năm đó), Zinoviev và Lev Kamenev  hình thành một troika (chế độ tam hùng) để đảm bảo rằng Trotsky, trên thực tế là người đứng vị trí số hai trong nước và là người kế vị Lenin, sẽ không được kế tục Lenin.
Phần còn lại của Bộ chính trị mới được mở rộng (Rykov, Mikhail Tomsky, Bukharin) ban đầu không liên kết với bên nào, nhưng cuối cùng tham gia vào troika. Quyền lực của Stalin 
trong chức vụ Tổng thư ký rõ ràng có đóng một vai trò, nhưng Trotsky và những người ủng hộ ông sau này kết luận rằng một lý do cơ bản hơn là quá trình quan liêu hoá chậm chạp của chế độ Xô viết một khi những điều kiện cực đoan của cuộc Nội chiến đã qua: đa phần tầng lớp lãnh đạo Bolshevik muốn 'tình trạng bình thường' trong khi Trotsky về cá nhân và chính trị là hiện thân của một giai đoạn cách mạng dữ dội mà họ thực sự muốn bỏ lại đằng sau.
Dù chuỗi sự kiện chính xác vẫn chưa rõ ràng, bằng chứng cho thấy ban đầu troika đưa Trotsky lãnh đạo các cơ sở hạng hai của chính phủ (ví dụ, Gokhran, Kho Báu vật Nhà nước) và sau đó, khi Trotsky từ chối như họ đã tính trước, họ tìm cách sử dụng việc đó như một bằng chứng để hất bỏ ông.
Khi, vào giữa tháng 7 năm 1922, Kamenev viết một bức thư cho Lenin, khi ấy đang dưỡng bệnh, về hiệu quả mà "(Ủy ban Trung ương) đang loại bỏ hay sẵn sàng loại bỏ một khẩu pháo tốt ra khỏi tàu", Lenin cảm thấy sốc và đã trả lời:

Loại bỏ Trotsky - chắc chắn anh đang nói tới việc đó, bởi không thể nghĩ tới điều gì khác - là sự ngu dốt lớn nhất. Nếu anh không coi tôi là một kẻ đã hoàn toàn bỏ đi, làm sao anh có thể nghĩ tới điều ấy????

Từ đó cho tới lần đột quỵ cuối cùng, Lenin đã dành hầu hết thời gian để tìm cách ngăn chặn sự chia rẽ bên trong giới lãnh đạo Đảng Cộng sản, điều này được phản ánh trong Di chúc Lenin. Như một phần của nỗ lực đó, ngày 11 tháng 9 năm 1922 Lenin đã để nghị để Trotsky làm phó cho mình tại Sovnarkom. Bộ chính trị đồng ý với đề xuất này, nhưng Trotsky "thẳng thừng từ chối".
Cuối năm 1922, quan hệ của Lenin với Stalin xấu đi vì việc Stalin quan thiệp quá sâu và giải quyết theo chủ nghĩa Sô vanh vấn đề sáp nhập các nước cộng hoà Xô viết vào một nhà nước liên bang, Liên bang Cộng hoà Xã hội chủ nghĩa Xô viết. Về điểm này, theo tự truyện của Trotsky, 
Lenin đã đề nghị với Trotsky một liên minh chống lại sự quan liêu Xô viết nói chung và đặc biệt là Stalin. Liên minh đã có hiệu quả trong vấn đề thương mại với nước ngoài, nhưng nó trở nên rắc rối bởi sự sút kém sức khoẻ của Lenin. Tháng 1 năm 1923 quan hệ giữa Lenin và Stalin hoàn toàn tan vỡ khi Stalin lăng mạ một cách thô lỗ vợ của Lenin, Nadezhda Krupskaya. Ở thời điểm đó Lenin đã thay đổi Di chúc của mình đề nghị rằng phải loại bỏ Stalin khỏi chức Tổng thư ký, dù lý lẽ của ông có phần suy yếu bởi thực tế rằng ông cũng bị các nhà lãnh đạo Bolshevik chỉ trích, gồm cả Trotsky. Tháng 3 năm 1923, vài ngày trước lần đột quỵ thứ ba, Lenin đã chuẩn bị một cuộc tấn công trực tiếp vào "Chiến dịch nhà nước Đại Nga" của Stalin chống lại Đảng Cộng sản Gruzia (cái gọi là Vụ Gruzia) và yêu cầu Trotsky thay mặt thực hiện tại Đại hội đảng lần thứ 12. Với việc Lenin không thể hoạt động tích cực nữa, Trotsky không đưa vấn đề ra trước Đại hội.
Tại Đại hội lần thứ 12 của Đảng vào tháng 4 năm 1923, ngay sau lần đột quỵ cuối cùng của Lenin, báo cáo quan trọng của Ủy ban Trung ương về các vấn đề tổ chức và quốc gia được Stalin đưa ra chứ không phải Trotsky, trong khi Zinoviev đọc báo cáo chính trị của Ủy ban Trung ương, vốn dành riêng cho Lenin. Quyền lực chỉ định nhân sự của Stalin cho phép ông ta dần thay thế các thư ký đảng địa phương bằng những người trung thành và nhờ thế kiểm soát được các đại biểu khu vực tại đại hội, khiến cho Ủy ban Trung ương toàn những người ủng hộ ông, hầu hết với sự giúp đỡ của những người Zinoviev và Kamenev.
Tại đại hội, Trotsky đã có một bài phát biểu về dân chủ trong đảng, trong số những điều khác, nhưng tránh đối đầu trực tiếp với troika. Các đoàn đại biểu, hầu hết không biết gì về sự chia rẽ trong Bộ chính trị, đã nhiệt liệt hoan nghênh Trotsky, tuy không có tác dụng thiết thực nhưng cũng làm troika lo lắng. Troika còn điên tiết hơn bởi bài báo của Karl Radek Leon Trotsky — Người Tổ chức Chiến thắng  được in trên tờ Pravda ngày 14 tháng 3 năm 1923, dường như có ý coi Trotsky là người kế tục Lenin.
Các nghị quyết được Đại hội 12 thông qua kêu gọi, trong các điều khoản chung, một sự dân chủ hơn nữa bên trong Đảng, nhưng còn mơ hồ và vẫn chưa được thực hiện. Trong một bài thử nghiệm sức mạnh quan trọng hồi giữa năm 1923, troika đã khiến người bạn và cũng là người ủng hộ Trotsky là Christian Rakovsky trở nên trung lập bằng cách loại ông khỏi chức vụ lãnh đạo chính phủ Ukraina (Sovnarkom) và gửi ông tới London làm đại sứ Liên Xô. Khi các thư ký đảng tại vùng Ukraina phản đối sự thuyên chuyển Rakovsky, họ cũng bị chuyển tới nhiều vị trí khác trên khắp Liên Xô.

### Đối lập cánh tả (1923-1924)
Bắt đầu từ giữa năm 1923, nền kinh tế Xô viết trải qua những khó khăn nghiêm trọng, dẫn tới nhiều cuộc đình công trên toàn quốc. Hai nhóm bí mật trong Đảng Cộng sản, Niềm tin của Công nhân và Nhóm Công nhân, bị phát hiện và bị cảnh sát mật đàn áp.
Ngày 8 tháng 10 năm 1923 Trotsky gửi một bức thư tới Ủy ban Trung ương và Hội đồng Kiểm soát Trung ương, cho rằng những khó khăn đó xuất hiện bởi sự thiếu dân chủ trong Đảng. Trotsky viết:

Trong thời điểm ác liệt nhất của cuộc Chiến tranh Cộng sản, hệ thống chỉ định trong đảng không bằng mức một phần mười hiện nay. Việc chỉ định các thư ký hội đồng tỉnh hiện đã là quy định. Điều này khiến vị trí thư ký có sự độc lập mạnh với tổ chức địa phương. [...] Sự quan liêu hoá các cơ chế đảng đã phát triển tới những mức chưa từng có bằng những biện pháp của phương thức lựa chọn thư ký. Nó đã tạo ra một tầng lớp công nhân đảng rất lớn, thâm nhập vào trong các cơ chế chính phủ của đảng, hoàn toàn không thừa nhận ý kiến của đảng của chính họ, ít nhất là sự công khai thể hiện nó, như khi cho rằng chế độ thư ký là cơ chế đưa ra ý kiến và quyết định của đảng. Ở dưới tầng lớp này, từ bỏ các ý kiến riêng của mình, là khối đảng viên đông đảo của đảng, và với họ mọi quyết định đều là một hình thức ra lệnh hay mệnh lệnh.

Những đảng viên cao cấp khác cùng có lo ngại tương tự đã gửi Tuyên ngôn 46 tới Ủy ban Trung ương ngày 15 tháng 10 trong đó họ viết:

[...] chúng tôi quan sát thấy một sự chia rẽ nhanh chưa từng có và được che đậy một cách sơ sài của đảng thành một hệ thống thư ký và "những người bình thường", thành các công chức chuyên nghiệp của đảng, được lựa chọn từ bên trên, và những quần chúng đảng viên khác, những người không được tham gia vào đời sống xã hội. [...] sự thảo luận tự do bên trong đảng rõ ràng đã biến mất, ý kiến đảng viên quần chúng đã bị kìm chế. [...] chính là hệ thống thư ký, hệ thống đảng ở một mức độ lớn chưa từng có lựa chọn các đại biểu tham dự các cuộc hội thảo và đại hội, ở một mức độ lớn chưa từng có đang trở thành những hội nghị riêng của tầng lớp này.

Mặc dù nguyên văn những bức thư bị giữ bí mật ở thời điểm đó, chúng đã có tác động lớn đến giới lãnh đạo đảng và khiến troika cùng những người ủng hộ nó phải rút lui một phần về vấn đề dân chủ trong đảng, đáng chú ý nhất là bài viết của Zinoviev trên tờ Pravda ngày 7 tháng 11. Trong suốt tháng 11, troika đã tìm cách đưa tới một thoả hiệp nhằm xoa dịu, hay ít nhất tạm thời trung lập hoá Trotsky và những người ủng hộ ông. (Nhiệm vụ của họ được dễ dàng hoàn thành bởi thực tế rằng Trotsky bị ốm vào tháng 11 và tháng 12). Bản thảo đầu tiên của nghị quyết bị Trotsky bác bỏ, dẫn tới sự thành lập một nhóm đặc biệt gồm Stalin, Trotsky và Kamenev, có nhiệm vụ soạn thảo một thoả hiệp có thể chấp nhận được với cả hai bên. Ngày 5 tháng 12, Bộ chính trị và Hội đồng Kiểm soát Trung ương nhất trí thông qua bản thảo cuối cùng của nhóm biến nó trở thành nghị quyết của họ.
Ngày 8 tháng 12, Trotsky công bố một bức thư ngỏ, trong đó ông trình bày chi tiết các ý tưởng của nghị quyết mới được thông qua. troika đã sử dụng bức thư của ông như một chứng cứ để tung ra một chiến dịch chống lại Trotsky, buộc tội ông theo chủ nghĩa phe phái, lập ra "thanh niên chống lại thế hệ nền tảng của những người Bolshevik cách mạng cũ" và những tội lỗi khác. Trotsky đã bảo vệ các quan điểm của mình trong một loạt bảy bức thư được sưu tập lại như 'The New Course tháng 1 năm 1924. Minh hoạ về một "giới lãnh đạo Bolshevik thời đồ đá" vì thế bị phá vỡ và một cuộc tranh luận trong đảng như thật được tổ chức, cả tại các cơ quan đảng địa phương và trên các trang tờ Pravda. Cuộc tranh luận kéo dài suốt tháng 12 và tháng 1 năm sau tới khi Đại hội đảng lần thứ 13 vào tháng ngày 16, 17 và 18 tháng 1 năm 1924. Những người phản đối lập trường của Ủy ban Trung ương trong cuộc thảo luận sau đó bị gọi là những phần tử của Đối lập cánh Tả.
Bởi troika kiểm soát các cơ quan đảng thông qua các thư ký của Stalin cũng như tờ Pravda thông qua tổng biên tập Bukharin, họ có khả năng dẫn dắt cuộc thảo luận và quá trình lựa chọn đại biểu. Dù lập trường của Trotsky thắng thế bên trong Hồng quân và các đại học Moscow và nhận được khoảng một nửa số phiếu trong tổ chức đảng Moscow, họ bị đánh bại ở những nơi khác, và Hội nghị đầy những đại biểu ủng hộ troika. Cuối cùng, chỉ ba đại biểu bỏ phiếu cho lập trường của Trotsky và hội nghị kết thúc với việc bác bỏ "Chủ nghĩa Trotsky" 
như một "sự chệch hướng tư sản". Sau hội nghị, một số người ủng hộ Trotsky, đặc biệt trong Ban Chính trị Hồng quân, bị gạt bỏ khỏi các chức vụ lãnh đạo hay bị bổ nhiệm vào chức vụ khác. Tuy vậy, Trotsky vẫn được giữ mọi chức vụ và troika cẩn thận nhấn mạnh rằng cuộc tranh luận chỉ giới hạn vào các "khuyết điểm" của Trotsky và rằng việc gạt bỏ Trotsky khỏi vị trí lạnh đạo không phải là vấn đề được xem xét. Trên thực tế, Trotsky đã bị loại hoàn toàn khỏi quá trình đưa ra quyết định.
Ngay sau hội nghị, Trotsky đi tới khu nghỉ dưỡng ở Caucasian để phục hồi sức khoẻ sau một giai đoạn ốm yếu kéo dài. Trên đường đi, ông được biết tin Lenin qua đời vào ngày 12 tháng 1 năm 1924. Ông định quay trở lại nhưng một bức điện từ Stalin được gửi tới, báo ngày không chính xác về lễ tang, khiến Trotsky không thể quay về kịp. Nhiều nhà bình luận cho rằng vì thực tế Trotsky đã không có mặt tại Moscow trong những ngày sau khi Lenin qua đời đã khiến cuối cùng ông thua cuộc trước Stalin, dù Trotsky nói chung không đánh giá cao tầm quan trọng của việc ông vắng mặt.

### Sau khi V. I. Lenin qua đời (1924)
Có ít sự bất bình chính trị công khai trong giới lãnh đạo Xô viết trong hầu hết năm 1924. Ngoài mặt, Trotsky vẫn là lãnh đạo có ảnh hưởng và được lòng dân chúng nhất của những người Bolshevik, dù những "sai lầm" của ông thường bị những người ủng hộ troika bóng gió nói tới, ông hoàn toàn bị cách ly khỏi quá trình lập chính sách. Những cuộc gặp của Bộ chính trị chỉ mang tính hình thức bởi mọi quyết định quan trọng đều được đưa ra từ trước đó bởi troika và những người ủng hộ nó. Quyền kiểm soát quân đội của Trotsky đã bị giảm nhiều sau khi người phó của ông, Ephraim Sklyansky, bị thuyên chuyển, và Mikhail Frunze, đang được chuẩn bị để thay vị trí của Trotsky.
Tại Đại hội lần thứ 13 của Đảng vào tháng 5, Trotsky đã có một bài phát biểu mang tính hoà giải:

Không ai trong chúng ta muốn hay có thể tranh cãi với ý chí của Đảng. Rõ ràng, Đảng luôn đúng.... Chúng ta chỉ có thể đúng với và bởi Đảng, lịch sử đã cho thấy không có cách đúng đắn nào khác. Người Anh có câu nói, "Đất nước tôi, đúng hay sai," cả khi nó đúng hay nó sai, nó vẫn là đất nước tôi. Chúng ta có minh chứng lịch sử rõ ràng hơn khi nói liệu nó đúng hay sai trong một số trường hợp cá biệt, đó là đảng của tôi.... và nếu Đảng thông qua một quyết định mà một hay vài người trong chúng ta nghĩ rằng nó không đúng, anh ta sẽ nói, đúng hay không đúng, đó là đảng của tôi, và tôi sẽ ủng hộ những hành động của quyết định đó cho tới cuối cùng.

Tuy nhiên, nỗ lực hoà giải không ngăn được những người ủng hộ troika tấn công ông.
Cùng lúc ấy, Đối lập cánh Tả, vốn đã thu hẹp lại một cách không chủ định vào cuối năm 1923 và thiếu cơ sở rõ ràng ngoài sự bất bình chung với "chế độ" trong đảng, bắt đầu tập hợp. Nó đã mất một số thành viên không kiên quyết sau những rắc rối do troika gây ra, nhưng nó cũng bắt đầu tạo lập một chương trình. Về kinh tế, Đối lập cánh Tả và nhà lý thuyết của nó Yevgeny Preobrazhensky phản đối sự phát triển hơn nữa những yếu tố tư bản trong nền kinh tế Xô viết và ủng hộ sự công nghiệp hoá nhanh hơn. Điều này khiến họ trở nên đối lập với Bukharin và Rykov, nhóm "Hữu" bên trong Đảng, những người đang ủng hộ troika ở thời điểm đó. Về vấn đề cách mạng thế giới, Trotsky và Karl Radek muốn có một giai đoạn ổn định ở châu Âu trong khi Stalin và Zinoviev dự đoán chắc rằng một sự "tăng tốc" cách mạng ở Tây Âu sẽ diễn ra năm 1924. Trên mặt trận tư tưởng, Trotsky vẫn trung thành với quan điểm Bolshevik rằng Liên Xô không thể thành lập một xã hội xã hội chủ nghĩa thực sự nếu không có cuộc cách mạng thế giới, trong khi Stalin dần đi theo một chính sách xây dựng 'Chủ nghĩa xã hội trong một quốc gia'. Những khác biệt tư tưởng đó một mặt tạo lập ra cơ bản tri thức cho sự chia rẽ chính trị giữa Trotsky và Cánh tả Đối lập và mặt khác với cả Stalin và những đồng minh của ông ta.
Tại Đại hội 13 Kamenev và Zinoviev đã giúp Stalin làm dịu đi bản Di chúc của Lenin, vốn bị công bố muộn. Nhưng ngay sau đại hội, troika, luôn là một liên minh vững chắc, bắt đầu có dấu hiệu suy kém. Stalin bắt đầu đưa ra những buộc tội dại dột với Zinoviev và Kamenev. Quả thực vào tháng 10 năm 1924, Trotsky đã xuất bản Những bài học tháng 10, một bản tóm tắt đầy đủ những sự kiện của cuộc cách mạng năm 1917. Trong đó ông miêu tả sự phản đối của Zinoviev và Kamenev với việc những người Bolshevik nắm quyền năm 1917, một điều mà hai người không hề muốn bị lật lại. Điều này đã dẫn tới một cuộc đấu tranh nội bộ mới trong đảng, và được gọi là Thảo luận Văn học, với việc Zinoviev và Kamenev lại liên minh với Stalin chống lại Trotsky. Sự chỉ trích Trotsky của họ tập trung vào những việc sau:
- Sự bất đồng và những xung đột của Trotsky với Lenin và những người Bolshevik trước năm 1917
- Cái gọi là sự bóp méo các sự kiện năm 1917 của Trotsky nhằm nhấn mạnh vai trò của ông và làm giảm tầm quan trọng của sự đóng góp của những người Bolshevik khác
- Sự xử lý thô bạo của Trotsky với những người dưới quyền và những cáo buộc sai lầm khác trong thời Nội chiến Nga

Trotsky một lần nữa bị ốm và không thể trả lời các cáo buộc trong khi các đối thủ của ông tập hợp mọi nguồn lực để chống lại ông. Họ đã thành công trong việc huỷ hoại danh tiếng của ông trong quân đội tới mức ông bị buộc phải từ chức Dân uỷ Quân đội và Hải quân và Chủ tịch Hội đồng Quân sự Cách mạng ngày 6 tháng 1 năm 1925. Zinoviev đã yêu cầu trục xuất Trotsky khỏi Đảng Cộng sản, nhưng Stalin từ chối và khôn khéo đóng một vai trò trung dung. Trotsky vẫn giữ được ghế trong Bộ chính trị, nhưng rõ ràng ông đang bị án treo lơ lửng trên đầu.

### Một năm ở vùng hoang vu (1925)
Năm 1925 là một thời điểm khó khăn với Trotsky. Sau cú đòn của Tranh cãi Văn học và việc mất các chức vụ trong Hồng quân, ông hoàn toàn thất nghiệp trong suốt mùa đông và mùa xuân. Tháng 5 năm 1925, ông được trao ba chức vụ: chủ tịch Ủy ban Nhượng bộ, lãnh đạo ban kỹ thuật điện, và chủ tịch ban kỹ thuật khoa học công nghiệp. Trotsky đã viết trong cuốn Đời tôi rằng ông "đang tạm nghỉ khỏi chính trị" và "tự nhiên rơi vào hoàn cảnh mới với bao nhiêu công việc", nhưng một số những lời bình luận khi ấy đã vẽ ra hình ảnh một người đã cách biệt với cuộc sống và không còn quan tâm tới công việc. Cuối năm ấy, Trotsky từ chức khỏi hai vị trí về kỹ thuật (cho rằng là sự can thiệp và phá hoại ngầm của Stalin) và tập trung vào công việc của ông tại Ủy ban Nhượng bộ.
Một trong vài sự phát triển chính trị ảnh hưởng tới Trotsky năm 1925, những hậu quả của việc tranh cãi xung quanh bản Di chúc của Lenin đã được nhà Mác xít người Mỹ Max Eastman miêu tả trong cuốn sách của ông Since Lenin Died (Từ khi Lenin mất) (1925). Giới lãnh đạo Xô viết bác bỏ lập trường của Eastman và sử dụng kỷ luật đảng để buộc Trotsky phải viết bài báo bác bỏ lập trường của Eastman về các sự kiện.
Cùng lúc ấy, troika cuối cùng tan rã. Bukharin và Rykov liên kết với Stalin trong khi Krupskaya và Dân uỷ Tài chính Grigory Sokolnikov liên minh với Zinoviev và Kamenev. Cuộc đấu tranh trở thành công khai tại cuộc họp của Ủy ban Trung ương vào tháng 9 năm 1925 và lên tới đỉnh điểm tại Đại hội lần thứ 14 Đảng Cộng sản vào tháng 12 năm 1925. Chỉ với tổ chức đảng Leningrad ủng hộ mình, Zinoviev và Kamenev, bị gọi là Đối lập mới, và đã bị đánh bại hoàn toàn trong khi Trotsky từ chối tham gia vào cuộc chiến và không phát biểu tại Đại hội.

### Đối lập thống nhất (1926-1927)
Trong một thời gian tạm lắng của cuộc chiến đấu trong nội bộ đảng vào mùa xuân năm 1926, Zinoviev, Kamenev và những người ủng hộ họ trong Đối lập mới dần ngả về phía những người ủng hộ Trotsky và hai nhóm nhanh chóng thành lập một liên minh, cũng gồm các nhóm đối lập nhỏ hơn khác bên trong đảng. Liên minh được gọi là Đối lập thống nhất.
Đối lập thống nhất nhiều lần bị đe doạ bởi các hành động trừng phạt của giới lãnh đạo của Stalin trong Đảng Cộng sản và Trotsky phải đồng ý với những lần rút lui chiến thuật, hầu hết để bảo vệ liên minh của ông với Zinoviev và Kamenev. Phe đối lập vẫn thống nhất chống lại Stalin trong suốt năm 1926 và 1927, đặc biệt về vấn đề Cách mạng Trung Quốc. Các biện pháp được Stalin sử dụng chống Đối lập ngày càng cứng rắn. Tại Hội nghị Đảng lần thứ 15 vào tháng 10 năm 1926 Trotsky chỉ có cơ hội phát biểu với những lần bị la ó làm ngắt quãng, và cuối hội nghị ông mất ghế trong Bộ chính trị. Năm 1927 Stalin bắt đầu sử dụng GPU (cảnh sát mật Liên Xô) để thâm nhập và phá hoại đối lập. Những người đối lập ở mọi cấp bắt đầu bị thanh trừng, thỉnh thoảng bị loại ra khỏi đảng và bị bắt giữ.

### Thất bại và bị trục xuất (1927-1928)
Tháng 10 năm 1927, Trotsky và Zinoviev bị trục xuất khỏi Ủy ban Trung ương. Khi Đối lập Thống nhất tìm cách tổ chức các cuộc tuần hành độc lập kỷ niệm lần thứ 10 ngày những người Bolshevik lên giành chính quyền tháng 11 năm 1927, những người tham gia tuần hành đã bị giải tán bằng vũ lực và Trotsky cùng Zinoviev đã bị trục xuất khỏi Đảng Cộng sản ngày 12 tháng 11. Những người ủng hộ chính của họ, từ Kamenev trở xuống, cũng bị trục xuất tháng 12 năm 1927 bởi Đại hội 15 của đảng, dọn đường cho những cuộc trục xuất hàng loạt những người đối lập cũng như việc lưu đày trong nước các lãnh đạo đối lập đầu năm 1928.
Khi Đại hội 15 của Đảng cho rằng các quan điểm của phe Đối lập không thích hợp với Đảng Cộng sản, Zinoviev, Kamenev và những người ủng hộ họ bị bắt giữ và bác bỏ sự liên quan với Đối lập cánh Tả. Trotsky và hầu hết những người ủng hộ, từ chối đầu hàng và tiếp tục đấu tranh.

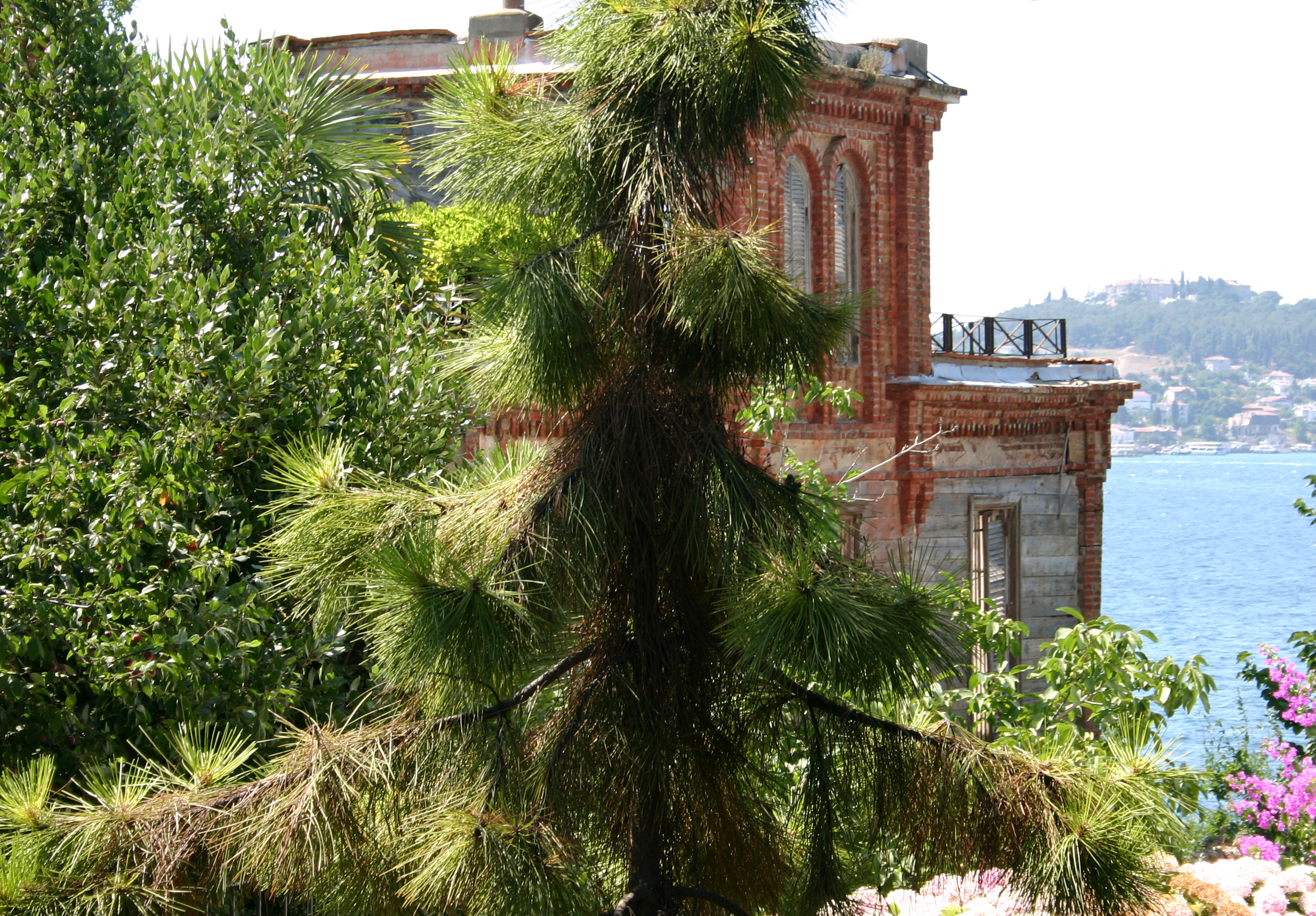
Ngôi nhà của Trotsky trên đảo Büyükada, Istanbul, Thổ Nhĩ Kỳ, hiện nay.

Trotsky bị trục xuất tới Alma Ata (hiện ở Kazakhstan) ngày 31 tháng 1 năm 1928. Ông bị trục xuất khỏi Liên Xô tới Thổ Nhĩ Kỳ tháng 2 năm 1929, vợ ông Natalia Sedova và con trai Lev Sedov đi cùng.
Sau khi Trotsky bị trục xuất khỏi đất nước, những người Trotskyist bị trục xuất bắt đầu nao núng và, giữa năm 1929 và 1934, hầu hết các thành viên lãnh đạo của Đối lập đầu hàng Stalin, "thừa nhận sai lầm" và được hồi phục trong Đảng Cộng sản. Christian Rakovsky, từng là nguồn cảm hứng của Trotsky trong giai đoạn 1929 và 1934 khi ông đang bị trục xuất tại Siberia, là nhân vật Trotskist nổi bật cuối cùng bị bắt giữ. Hầu hết họ đều bỏ mạng trong cuộc Đại Thanh trừng diễn ra chỉ vài năm sau đó.
Trotsky cho rằng Stalin được tầng lớp công chức và sỹ quan quân đội ủng hộ. Ông viết:
| “ | ...tầng lớp công chức quả quyết: "Cánh tả muốn làm cách mạng quốc tế và chuẩn bị lôi chúng ta vào cuộc chiến tranh. Quá đủ những điều tồi tệ rồi. Chúng ta có quyền được nghỉ ngơi. Chúng ta không cần 'Cách mạng liên tục'. Chúng ta sẽ xây dựng xã hội chủ nghĩa chỉ tại nước ta thôi. Công nhân và nông dân, hãy tin vào chúng tôi, những lãnh tụ của các bạn!" kèm theo đó là những kích động vào dân tộc - sẽ nói tới ở phần sau - bằng sự vu khống trơ tráo, đôi khi hoàn toàn phản cách mạng, để chống lại chủ nghĩa quốc tế. Tầng lớp công chức và quân đội liên kết chặt chẽ hơn và rõ ràng đã tìm được tiếng nói trong quần chúng đã mệt mỏi và ngần ngại. Vì thế những người tiên phong Bolshevik tự thấy họ bị cô lập và bị nghiến ra từng mảnh. | ” |

## Sau khi bị trục xuất (1929-1940)
Trotsky bị trục xuất khỏi Liên bang Xô viết tháng 2 năm 1929. Trạm dừng chân đầu tiên trong chặng đường lưu vong của ông là tại Büyükada ngoài khơi Istanbul, Thổ Nhĩ Kỳ nơi ông ở trong bốn năm. Có nhiều cựu sĩ quan Bạch vệ tại Istanbul, điều này khiến cuộc sống của Trotsky gặp nguy hiểm, nhưng một số người ủng hộ Trotsky ở châu Âu tình nguyện làm vệ sĩ cho ông.
Năm 1933 Trotsky được trao quyền tị nạn tại Pháp bởi Daladier. Đầu tiên ông ở tại Royan, sau đó tại Barbizon. Ông không được phép tới thăm Paris. Năm 1935 ông được biết mình sẽ không được tiếp tục đón chào ở Pháp nữa. Sau khi cân nhắc các khả năng, ông chuyển tới Na Uy. Với giấy phép của Bộ trưởng Tư pháp lúc ấy là Trygve Lie để vào Na Uy, Trotsky trở thành khách của Konrad Knudsen gần Oslo. Sau hai năm – được cho là dưới ảnh hưởng từ Liên Xô – ông bị quản thúc tại gia. Việc ông tới tới México trên một chiếc máy bay chở hàng đã được sắp xếp sau các cuộc tư vấn với các quan chức Na Uy. Tổng thống Mexico Lázaro Cárdenas chào đón ông nồng nhiệt, thậm chí còn sắp xếp một chuyến tàu đặc biệt để đưa ông tới Mexico City từ cảng Tampico.
Tại Mexico, Trotsky có thời điểm sống tại nhà họa sĩ Diego Rivera, và một thời điểm khác tại nhà vợ và bạn của Rivera, Frida Kahlo (và ông có một vụ việc với bà này). Trong cảnh lưu đày,ông vẫn là một người viết rất nhiều, viết ra nhiều tác phẩm quan trọng, gồm Lịch sử Cách mạng Nga (1930) và Cuộc Cách mạng bị Phản bội (1936), một sự chỉ trích Liên bang Xô viết dưới quyền Stalin. Trotsky cho rằng nhà nước Xô viết đã trở thành một nhà nước mất phẩm chất của công nhân bị kiểm soát bởi một chế độ quan liêu phi dân chủ, cuối cùng hoặc sẽ bị lật đổ qua cách mạng dân chủ để thành lập nên chế độ dân chủ của công nhân, hay mất phẩm chất nữa để trở thành một tầng lớp tư bản.

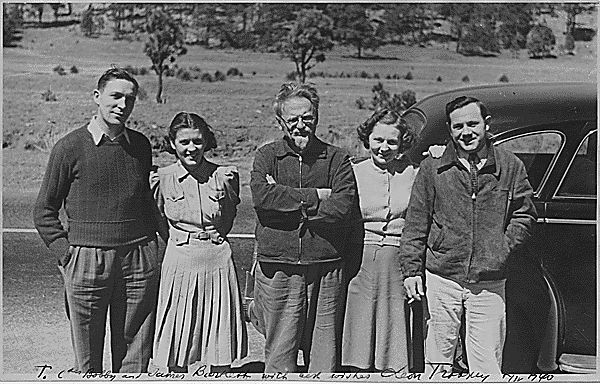
Trotsky với các đồng chí Mỹ, gồm Harry DeBoer (trái) tại México, một thời gian ngắn trước vụ ám sát, 1940.

Khi ở Mexico, Trotsky cũng làm việc gần gũi với James P. Cannon, Joseph Hansen, và Farrell Dobbs của Đảng Công nhân Xã hội Hoa Kỳ, và những người ủng hộ khác.
Cannon, một thành viên lãnh đạo từ lâu của phong trào cộng sản Mỹ, đã ủng hộ Trotsky trong cuộc chiến chống lại chủ nghĩa Stalin từ khi ông lần đầu đọc những lời chỉ trích Liên Xô của Trotsky năm 1928. Sự chỉ trích chế độ Stalin của Trotsky, dù bị ngăn cấm, vẫn được phân phát tới các lãnh đạo Quốc tế Cộng sản. Trong số những người ủng hộ ông có Trần Độc Tú, người sáng lập và là Tổng bí thư đầu tiên của Đảng Cộng sản Trung Quốc.

### Những vụ xử án điểm tại Moscow
Tháng 8 năm 1936, vụ xử án điểm Moscow đầu tiên của cái gọi là "Trung tâm Khủng bố Trotskyite-Zinovievite" được tiến hành trước cử toạ quốc tế. Trong vụ xử, Zinoviev, Kamenev và 14 người khác bị buộc tội, đa số họ là những người Bolshevik Cũ nổi tiếng, thú nhận đã âm mưu cùng Trotsky để giết Stalin và các thành viên khác của ban lãnh đạo Xô viết. Toà án xác nhận tất cả mọi người đều có tội và tuyên án các bị đơn tội tử hình, Trotsky tử hình vắng mặt. Cuộc xử án điểm thứ hai chống lại Trotsky với các bị cáo là Karl Radek, Grigory Sokolnikov, Yuri Pyatakov và 14 người khác diễn ra tháng 1 năm 1937, thậm chí với nhiều cái gọi là âm mưu và tội ác hơn. Tháng 4 năm 1937, một "Ủy ban Điều tra" độc lập về các cáo buộc chống lại Trotsky và những người khác tại "Các vụ xử án Moscow" được tổ chức tại Coyoacan, với John Dewey là chủ tịch. Các kết quả được xuất bản trong cuốn Not Guilty (Không phạm tội).

### Đệ Tứ Quốc tế
Ban đầu Trotsky phản đối ý tưởng thành lập các Đảng Cộng sản song song hay một tổ chức Cộng sản Quốc tế song song có thể cạnh tranh với Đệ Tam Quốc tế vì sợ sự chia rẽ trong phong trào Cộng sản. Tuy nhiên, ông đã thay đổi quan điểm hồi giữa năm 1933 sau khi Phát xít lên nắm quyền ở Đức và phản ứng của Quốc tế Cộng sản với sự việc đó, khi ông tuyên bố rằng:

Một tổ chức không thức tỉnh bởi tiếng sấm của chủ nghĩa phát xít và sự phục tùng những hành động sỉ nhục đó của sự quan liêu cho thấy rằng nó đã chết và không gì có thể làm nó hồi phục.... Nói gọn lại công việc sắp tới của chúng ta cần thiết phải lấy điểm xuất phát sự sụp đổ lịch sử của Quốc tế Cộng sản chính thức.

Năm 1938, Trotsky và những người ủng hộ ông thành lập Đệ Tứ Quốc tế với dự định trở thành một phong trào cách mạng quốc tế thay thế cho Quốc tế Cộng sản của Stalin.

### Ủy ban Dies
Tới cuối năm 1939 Trotsky đồng ý tới Hoa Kỳ để xuất hiện như một người làm chứng trước Ủy ban Dies của Hạ viện, một tiền thân của House Un-American Activities Committee. Người đại diện Martin Dies, Chủ tịch uỷ ban, đã yêu cầu sự đàn áp Đảng Cộng sản. Trotsky dự định sử dụng diễn đàn để phơi bày các hành động của NKVD chống lại ông và những người ủng hộ. Ông cũng nói rõ rằng ông cũng dự định tranh luận chống lại sự đàn áp Đảng Cộng sản Mỹ, và sử dụng uỷ ban như một diễn đàn cho một lời kêu gọi chuyển đổi chiến tranh thế giới trở thành cách mạng thế giới. Nhiều người ủng hộ ông lên tiếng phản đối sự xuất hiện này. Khi uỷ ban biết được tính chất của bản tuyên bố Trotsky dự định trình bày, họ từ chối nghe ông, và ông bị khước từ visa vào Mỹ. Khi nghe về điều này, những người theo Stalin nhanh chóng buộc tội Trotsky nhận tiền của các trùm dầu mỏ và FBI.

### Những tháng cuối cùng
Sau khi cãi cọ với Diego Rivera, năm 1939 Trotsky về nhà riêng tại Coyoacán, một vùng phụ cận của Mexico City. Ông ốm, và bị cao huyết áp, và sợ rằng sẽ bị xuất huyết não. Thậm chí ông còn chuẩn bị cho mình một khả năng chấm dứt cuộc đời bằng cách tự sát.
Ngày 27 tháng 2 năm 1940, Trotsky viết một tài liệu được gọi là "Di chúc của Trotsky", trong đó ông thể hiện những suy nghĩ và cảm giác cuối cùng của mình cho thế hệ sau. Sau khi mạnh mẽ bác bỏ những buộc tội của Stalin rằng ông đã phản bội lại tầng lớp lao động, ông cảm ơn những người bạn, và trên tất cả người vợ và những người đồng chí thân thiết, Natalia Sedova, về sự hỗ trợ trung thành của họ:

Ngoài hạnh phúc được là một chiến sĩ chiến đấu cho sự nghiệp của chủ nghĩa xã hội, số phận đã trao cho tôi niềm hạnh phúc được làm chồng. Trong gần bốn mươi năm cuộc đời cùng nhau bà đã trao cho tôi một nguồn yêu thương, khoan dung và dịu dàng vô hạn. Bà đã trải qua những đau thương lớn, đặc biệt trong giai đoạn cuối cuộc đời chúng tôi. Nhưng tôi thấy nhẹ lòng hơn với thực tế rằng bà cũng đã biết đến những ngày hạnh phúc.

Trong bốn mươi ba năm cuộc đời có ý thức của tôi Tôi vẫn là một nhà cách mạng; trong bốn mươi hai năm của họ Tôi đã chiến đấu dưới lá cờ của Chủ nghĩa Mác. Nếu tôi phải bắt đầu mọi thứ lại lần nữa Tôi tất nhiên sẽ tìm cách tránh nó hay sai lầm này, nhưng chiều hướng chính của cuộc đời tôi vẫn không thay đổi. Tôi sẽ chết như một nhà cách mạng vô sản, một người Mác xít, một người duy vật biện chứng, và, vì thế, một người vô thần không thể thay đổi. Niềm tin của tôi ở tương lai của chủ nghĩa cộng sản không hề giảm bớt, quả thực nó càng trở nên vững chắc ở thời điểm hiện tại, hơn trong thời tuổi trẻ của tôi.

Natasha vừa đi tới cửa sổ từ khu vườn và mở nó rộng hơn để không khí có thể vào trong phòng tôi. Tôi có thể dài cỏ xanh sáng bên dưới bức tường, và bầu trời xanh bên trên bức tường, và ánh mặt trời ở khắp mọi nơi. Cuộc sống thật đẹp. Hãy để các thế hệ tương lai quét sạch mọi ma quỷ, sự áp bức và bạo lực ra khỏi nó, và tận hưởng hoàn toàn cuộc sống.

L. Trotsky 

27 tháng 2 năm 1940 

Coiyoacan.

Ngày 24 tháng 5 năm 1940, Trotsky sống sót sau một vụ tấn công vào nhà ông bởi những kẻ ám sát của Stalin do mật vụ GPU Iosif Grigulevich, họa sĩ và người theo chủ nghĩa Stalin người Mexico David Alfaro Siqueiros, và Vittorio Vidale chỉ huy.

### Bị ám sát

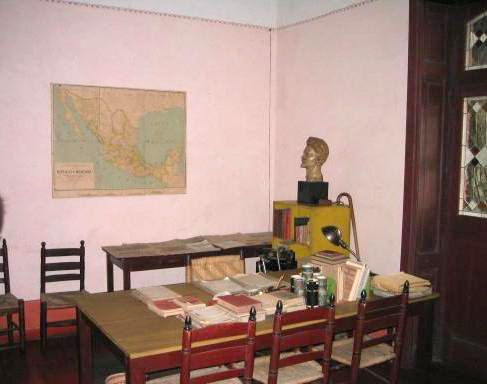
Nơi diễn ra vụ ám sát Leon Trotsky.

Ngày 20 tháng 8 năm 1940, Trotsky bị tấn công tại nhà ở México bởi một mật vụ của NKVD, Ramón Mercader, ông bị Mercader dùng một chiếc rìu băng chém ngập vào sọ.
Nhát đánh không chuẩn xác lắm và không giết chết Trotsky ngay lập tức như Mercader dự tính. Các nhân chứng nói rằng Trotsky đã nhổ vào Mercader và đánh nhau dữ dội với anh ta. Nghe tiếng động, các vệ sĩ của Trotsky lao vào phòng và hầu như giết Mercader, nhưng Trotsky ngăn họ, nhắc lại nhiều lần rằng cần để anh ta sống để trả lời các câu hỏi. Trotsky được đưa tới bệnh viện, tiến hành phẫu thuật, và sống được trong hơn một ngày nữa, chết khi 60 tuổi ngày 21 tháng 8 năm 1940 vì não bị tổn thương nghiêm trọng. Mercader sau này nói tại toà:

Tôi đặt chiếc áo mưa lên bàn sao cho có thể lấy được chiếc rìu băng trong túi ra. Tôi quyết định không bỏ lỡ cơ hội tuyệt vời đang có. Thời điểm Trotsky bắt đầu đọc bài viết, cơ hội của tôi đã đến; tôi rút chiếc rìu ra khỏi túi áo, nắm chặt trong tay, nhắm mắt lại, giáng cho ông một cú chết người vào đầu.

Theo James P. Cannon, thư ký của Đảng Công nhân Xã hội (Hoa Kỳ), những lời cuối cùng của Trotsky là "Tôi không sống nổi sau vụ này đâu. Stalin cuối cùng đã hoàn thành nhiệm vụ mà ông ta từng không thành công trước đây."

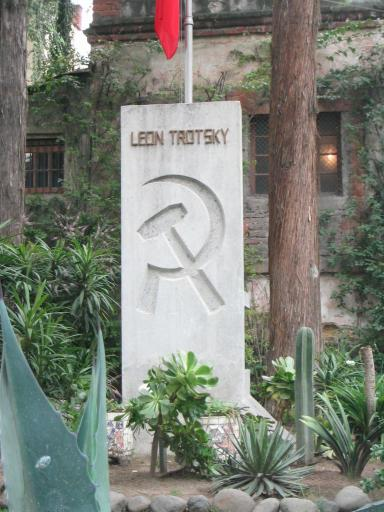
Mộ của Leon Trotsky tại Coyoacán, nơi chôn cất tro hỏa táng của ông.

### Phần kết
Ngôi nhà của Trotsky tại Coyoacán được giữ gìn nguyên trạng như ngày diễn ra vụ ám sát và hiện là một bảo tàng do một ban quản lý gồm cả cháu ông là Esteban Volkov điều hành. Giám đốc hiện tại của bảo tàng là tiến sĩ Carlos Ramirez Sandoval dưới sự giám sát của ông bảo tàng đã được nâng cấp nhiều sau nhiều năm bị sao lãng. Mộ của Trotsky nằm trong khu đất của ngôi nhà này.
Trotsky không bao giờ được chính phủ Xô viết chính thức phục hồi, dù trong giai đoạn Cải tổ hầu hết những người Bolshevik Cũ bị giết hại trong cuộc Đại Thanh trừng đã được phục hồi. Nhưng vào năm 1987, dưới thời Tổng thống Gorbachev, Trotsky đã được gọi là "một anh hùng và liệt sĩ", và được in hình lên một con tem bưu chính tưởng niệm. Con trai ông, Sergei Sedov, bị giết năm 1937, đã được phục hồi năm 1988, cũng như Nikolai Bukharin. Trên tất cả, bắt đầu từ năm 1989, những cuốn sách của Trotsky, bị cấm cho đến năm 1987, cuối cùng đã được xuất bản ở Liên Xô.
Cháu trai của Trotsky Vsievolod Platonovich "Esteban" Volkov (sinh năm 1926) là một người ủng hộ nhiệt thành ông mình và rất gần gũi với Khuynh hướng Mác xít Quốc tế do Ted Grant thành lập.
Chắt gái của Trotsky, Nora Volkow (con gái của Esteban Volkov), hiện là lãnh đạo Viện về Lạm dụng Thuốc Quốc gia Hoa Kỳ.

## Những đóng góp vào học thuyết
Trotsky tự coi mình là một người "Bolshevik-Leninist", kêu gọi việc thành lập một đảng tiên phong. Ông coi mình là một người ủng hộ học chủ nghĩa Mác chính thống. Chính trị của ông khác biệt ở nhiều mặt với chính trị của Stalin hay Mao, quan trọng nhất là sự phản đối học thuyết Chủ nghĩa xã hội trong Một Quốc gia và ông tuyên bố sự cần thiết phải có một cuộc "cách mạng thường trực" trên bình diện quốc tế. Nhiều nhóm Đệ Tứ Quốc tế trên thế giới tiếp tục miêu tả mình là nhóm theo chủ nghĩa Trotskyist và vẫn đi theo truyền thống này, dù họ có những cách giải thích khác nhau về những kết luận rút ra từ đó. Những người ủng hộ Đệ Tứ Quốc tế cho rằng lập trường phản đối chế độ độc tài Stalin của Trotsky, ủng hộ cách mạng chính trị, cho thấy chủ nghĩa xã hội không thể tự duy trì nếu không có dân chủ.

### Cách mạng thường trực
Cách mạng thường trực là học thuyết rằng những chế độ Dân chủ tư sản tại các quốc gia có nền dân chủ tư sản kém phát triển chỉ có thể được hoàn thành thông qua việc thành lập một nhà nước công nhân, và rằng việc tạo lập một nhà nước công nhân sẽ đương nhiên dẫn tới việc chống lại sở hữu tư bản. Vì thế trách nhiệm của tầng lớp dân chủ tư sản trở thành trách nhiệm của tầng lớp vô sản.
Dù không liên kết chặt chẽ với Leon Trotsky, lời kêu gọi Cách mạng thường trực xuất hiện lần đầu trong những trang viết của Karl Marx và Friedrich Engels tháng 3 năm 1850, sau cuộc Cách mạng 1848, trông Bài nói chuyện của Ủy ban Trung ương của Liên đoàn Cộng sản:

Quyền lợi và trách nhiệm của chúng ta là tạo ra một cuộc cách mạng thường trực cho tới khi mọi tầng lớp hữu sản nhiều hay ít đã bị hướng khỏi các quan điểm cai trị của họ, cho tới khi tầng lớp vô sản đã chinh phục quyền lực nhà nước và cho tới khi liên minh của tầng lớp vô sản đã phát triển đủ lớn - không chỉ trong một đất nước mà tại mọi nước hàng đầu thế giới - thì cuộc cạnh tranh giữa tầng lớp vô sản tại các quốc gia đó mới ngừng lại và ít nhất các lực lượng sản xuất được tập trung trong tay những người công nhân.... Tiếng hô đấu tranh của họ phải là: "Cách mạng Thường trực".

Ý tưởng của Trotsky về Cách mạng thường trực dựa trên sự hiểu biết của ông, được thảo ra trên tác phẩm của người thành lập chủ nghĩa Mác Nga Georgy Plekhanov, rằng tại các nước 'tụt hậu' những nhiệm vụ của Cách mạng dân chủ tư sản không thể được hoàn thành bởi tầng lớp tư sản. Ý tưởng này lần đầu tiên được Trotsky phát triển cùng với Alexander Parvus hồi cuối năm 1904 - 1905. Các bài viết liên quan sau này được tập hợp lại trong những cuốn sách của Trotsky 1905 và trong Cách mạng thường trực, cũng có chứa bài tiểu luận của ông "Những kết quả và triển vọng".
Stalin cùng tầng lớp quan chức và giới sĩ quan Liên Xô không ủng hộ ý tưởng Cách mạng thường trực của Trotsky. Năm 1935, Trotsky viết:

Nhiệm vụ của người Bolshevik-Leninist là phải chống lại phe phản động trong đảng, không phải dựa vào tầng lớp sỹ quan quân đội mà phải dựa vào đội tiên phong của giai cấp vô sản và từ đó dựa vào quần chúng để làm chủ tầng lớp công chức, để thanh lọc những phần tử phản động, để đảm bảo quyền lãnh đạo của giai cấp công nhân, rồi thiết lập những chính sách quay lại phục vụ cho cách mạng thế giới. Nhưng sức sống của cách mạng, của quần chúng đã giảm đi nhiều sau nội chiến, nạn đói, bệnh dịch và tầng lớp công chức mọc lên kinh khủng cả về số lượng và sự xấc xược, cách mạng vô sản suy yếu. Chắc chắn rằng ngọn cờ Bolshevik – Leninist sẽ tập hợp được hàng nghìn chiến binh cách mạng tốt nhất, trong đó có nhiều người lính. Giai cấp công nhân tiến bộ sẽ ủng hộ cho cánh tả, nhưng sự ủng hộ này lại thụ động; quần chúng không còn tin tưởng nữa, xung đột sẽ làm cho tình hình tồi tệ đi. Trong khi đó tầng lớp công chức quả quyết: "Cánh tả muốn làm cách mạng quốc tế và chuẩn bị lôi chúng ta vào cuộc chiến tranh. Quá đủ những điều tồi tệ rồi. Chúng ta có quyền được nghỉ ngơi. Chúng ta không cần 'Cách mạng liên tục'. Chúng ta sẽ xây dựng xã hội chủ nghĩa chỉ tại nước ta thôi. Công nhân và nông dân, hãy tin vào chúng tôi, những lãnh tụ của các bạn!" kèm theo đó là những kích động vào dân tộc - sẽ nói tới ở phần sau - bằng sự vu khống trơ tráo, đôi khi hoàn toàn phản cách mạng, để chống lại chủ nghĩa quốc tế. Tầng lớp công chức và quân đội liên kết chặt chẽ hơn và rõ ràng đã tìm được tiếng nói trong quần chúng đã mệt mỏi và ngần ngại. Vì thế những người tiên phong Bolshevik tự thấy họ bị cô lập và bị nghiến ra từng mảnh.

Theo những người Trotskyist, Cách mạng tháng 10 (được Trotsky lãnh đạo) là ví dụ đầu tiên của một cuộc Cách mạng thường trực thành công. Giai cấp vô sản, Cách mạng tháng 10 xã hội chủ nghĩa diễn ra ở địa điểm chính xác bởi giai cấp tư sản, nắm quyền lực vào tháng 2, không có khả năng giải quyết bất kỳ nhiệm vụ nào của cách mạng dân chủ tư sản. Họ không trao ruộng đất cho nông dân (điều những người Bolshevik thực hiện ngày 25 tháng 10), không trao tự do cho các quốc gia thiểu số bị đàn áp, không giải phóng nước Nga khỏi sự cai trị của nước ngoài bằng cách chấm dứt chiến tranh, cuộc chiến mà ở thời điểm đó diễn ra chỉ để làm hài lòng những ông chủ nợ Anh và Pháp. Những người Trotskyist ngày nay cho rằng nhà nước của thế giới thứ Ba cho thấy chủ nghĩa tư bản không mang lại con đường phát triển cho những nước kém phát triển, vì thế một lần nữa là bằng chứng cho học thuyết. Ví dụ, sau hơn 60 năm độc lập tư sản Ấn Độ vẫn không thể thoát khỏi hệ thống đẳng cấp. Trái lại, chính sách Stalin ở các thuộc địa cũ đã có đặc điểm ở cái gọi là Lý thuyết hai giai đoạn, cho rằng tầng lớp lao động phải chiến đấu cho "chủ nghĩa tư bản tiến bộ" cùng với "tư sản quốc gia tiến bộ" trước khi bất kỳ một nỗ lực xã hội chủ nghĩa nào có thể được thực hiện.

### Mặt trận Thống nhất
Trotsky là một nhân vật trung tâm của Quốc tế Cộng sản trong bốn lần đại hội đầu tiên của nó. Trong thời gian này ông đã giúp khái quát hoá chiến lược và các chiến thuật của những người Bolshevik tới các đảng Cộng sản mới được thành lập trên khắp châu Âu và toàn thế giới. Từ năm 1921 trở về sau mặt trận thống nhất, một biện pháp thống nhất những người cải cách và cách mạng trong cuộc chiến đấu chung và huy động công nhân tham gia vào cách mạng, là chiến lược trung tâm do Quốc tế Cộng sản đưa ra.
Sau khi bị Stalin bắt phải sống lưu vong và cách ly chính trị, Trotsky tiếp tục kêu gọi một mặt trận thống nhất chống phát xít ở Đức và Tây Ban Nha. Những bài viết trên mặt trận thống nhất thể hiện một phần quan trọng trong di sản chính trị của ông.